# Église Saint-Étienne de Saint-Étienne-de-Lisse
L'église Saint-Étienne est une église catholique, inscrite aux Monuments Historiques, située à Saint-Étienne-de-Lisse dans le département de la Gironde en France.

## Localisation
L'église, située au centre du bourg de Saint-Étienne-de-Lisse, est une proche voisine de celles de Sainte-Colombe, Saint-Hippolyte et Saint-Laurent-des-Combes.

## Historique
Sous l'Ancien Régime l'église relevait de la juridiction de Saint-Émilion. Les limites de cette juridiction ont été fixées par lettre patente en 1289 par Edward Ier, roi d'Angleterre, à la demande des maires et jurats de cette ville. La circonscription comprenait les huit autres paroisses : Saint-Émilion, Saint-Martin-de-Mazerat, Saint-Sulpice-de-Faleyrens, Saint-Laurent-des-Combes, Saint-Christophe-des-Bardes, Vignonet, Saint-Hippolyte et Saint-Pey-d'Armens. Une reconnaissance féodale passée en 1332 mentionne la paroisse sous le nom Sent Estephe de Lissa et dans la nomenclature des paroisses du diocèse au XVe siècle elle est sous le nom Sanctas Stephanus de Licia.
L'église, très importante pour une petite commune, peut s'expliquer à la lecture des registres du pape Clément V : Au début du XIVe siècle, et vraisemblablement dès sa fondation, Saint-Étienne-de-Lisse consistait en un prieuré dont le lieu de culte servait également d'église paroissiale. 
En 1312, le pape avait érigé en collégiale les églises Notre-Dame d'Uzeste et Saint-Martin de Villandraut, et il unifia aux deux chapitres le prieuré de Saint Laurent, près de Saint-Émilion, estimé alors à 1136 livres tournois et le prieuré de Saint-Etienne-de-Lisse, estimé à 3200 livres de monnaie bordelaise. Ce double statut de prieuré et d'église paroissiale perdura jusqu'à la Révolution, non sans créer quelques problèmes, notamment financiers, comme le déplorait en 1773 le curé, François de Ligeard : « Les chapitres de Villandraut et d'Uzeste retirent les revenus de la décime de cette paroisse sans aucune réparation au sanctuaire, ni à l'entretien des ornements, ni aucune libéralité pour les pauvres. »
L'édifice est inscrit au titre des monuments historiques en 1925.

## Description
| - Plan de l'église |

Construite au XIIe siècle, l’église Saint-Étienne adopte un plan en forme de croix latine. L'édifice est en partie érigé sur des substructions gallo-romaines. Une nef à trois travées inégales, séparées par des contreforts plats romans, est voûtée en berceau plein-cintre avec arcs-doubleaux. La première travée fut renforcée au XVIe siècle de deux contreforts supplémentaires.
Le mur sud ne conserve qu'un seul contrefort roman, placé à l'extrémité est de la paroi, tous les autres contreforts datent du XVIe siècle. Vers le milieu du flanc sud de la nef, une addition moderne sert de fonts baptismaux. À cet emplacement s'ouvrait une porte secondaire.
La nef est suivie par un simple transept, également voûté en berceau plein-cintre. Les extrémités nord et sud sont semi-circulaires et voûtées en cul-de-four. Dans chaque bras s'ouvraient à l'est deux absidioles qui donnaient un aspect tréflé du chevet (L'absidiole sud, en ruines au XIXe siècle, a été remplacée par une sacristie). 
|  |

|  |

La voûte de la partie centrale du transept est une coupole sur pendentif et de plan barlong. Au-dessus de cette croisée s'élève une tour massive carrée, garnie aux angles d'épais contreforts. Elle était, à l'origine, le clocher-tour roman, haut de 5 à 6 mètres au-dessus de la charpente de la nef. La tour a été réédifiée au XVIe siècle, mais pas achevée. Puis, par suite d'affaissement du sol en 1840, le curé Guiradeau a fait raser une partie et a exhaussé la cage de l'escalier pour en faire la tour-clocher actuelle. L'escalier du clocher est à vis de Saint-Gilles à noyau évidé. 
L'abside est voûtée en cul-de-four. Des contreforts plats, également romans, montent jusqu'à la corniche de l'abside.
Le transept nord est aussi décoré par des contreforts plats qui montent jusqu'à la corniche. Cette dernière repose sur des modillons sans décor figuré, certains simplement ornés de damiers. Le même parti architectural se répète sur le transept sud à l’exception des modillons de la corniche qui sont plus riches.
À l'ouest du transept sud, on remarque un oculus ; du côté opposé se trouve la tour carrée de l'escalier du clocher. Chaque transept est éclairé par une fenêtre ogivale sans meneaux, qui ont remplacé les baies romanes, placée en dehors de l'axe du transept et du côté le la nef.
Encore visibles au XIXe siècle, des fenêtres romanes, couvertes par un arc en plein-cintre et accostées de colonnettes, s'ouvraient entre les contreforts. De nos jours ces baies ont été murées et une ouverture axiale ajoure désormais l'abside. Cette fenêtre moderne fut vraisemblablement ouverte lors de la mise en place du vitrail réalisé par Gustave Pierre Dagrant en 1880.
Malgré des remaniements au cours des siècles le chevet et les bras du transept ont conservé leur identité romane, caractérisée par le petit appareil visible à la base des murs et par les 64 modillons figurés placés sous les corniches.

### La façade occidentale
| - Façade ouest. - Le portail |

| - Première voussure du portail. |

La façade occidentale est formée de deux avant-corps romans, surmontés par un mur-pignon triangulaire et une croix, qui datent du XVIe siècle. L'avant-corps inférieur est percé d'un portail roman en plein-cintre à voussures plates. La retombée du grand arc se fait sur deux pieds-droits surmontés d'un cordon à billettes. Toute cette partie, ainsi que les chapiteaux, a été refaite au XIXe siècle par M. le curé Dubuch, qui a eu le soin de faire conserver : un reste de peinture, monogramme du Christ, quelques sculptures, des ciseaux, des clefs, deux signes formant comme une espèce de chiffre 8 qui ornent le pourtour immédiat de la porte.
Le portail central était, à l'époque romane, encadré de deux portes aveugles en plein-cintre. Seule la porte nord subsiste. Son pendant a disparu lors de l'édification, au XVIe siècle, de l'important contrefort d'angle. Derrière et au-dessus de ce contrefort, s'élève un second avant-corps cantonné de contreforts plats et vraisemblablement romans. 
Les pierres de remploi
L'avant-corps supérieur de la façade occidentale présente deux pierres de remploi sculptées. Une troisième pierre se trouve sur un contrefort au sud de l'abside, près de la sacristie. 
| - Quadrupède - Quadrupède galopant. - Quadrupède et homme. |

- La première s'orne d'un quadrupède (âne ?).
- La seconde pierre, posée dans la partie triangulaire, figure un quadrupède galopant (cheval ?).
- La troisième est également un bas-relief quadrilatère, où l'on voit un personnage derrière un quadrupède (bœuf ?).

Ces bas-reliefs offrent une certaine analogie avec les bas-reliefs de l'église Saint-André de Cestas, de l'église Saint-Saturnin de la Libarde et du Prieuré de Saint-Macaire, qui sont pré-romans et, peut-être d'origine d'un temple gallo-romain païen.
|  |

|  |

### La corniche
L'abside et le transept, unis intérieurement, sont, en dehors, garnis de contreforts plats, entre lesquels règne un entablement presque entièrement en échiquier et en torsade reposant sur 64 modillons sculptés (25 au transept méridional, 17 à l'abside, 12 au transept septentrional, 10 autres se prolongent de ce côté sur la nef elle-même, après la tourelle du clocher). Plusieurs de ces modillons sont modernes, les autres datent de l'époque romane.

### Les modillons romanes
Les modillons figurés reprennent les thèmes classiques de l'iconographie romane : les péchés capitaux, en particulier la luxure, et les conséquences pour l'âme. 
Au XIXe siècle, Léo Drouyn identifiait un certain nombre de ces figurations. Pour plus d'information sur l'iconographie, voir : l'iconographie des modillons romans et le livre de Christian Bougoux : Petite grammaire de l'obscène.

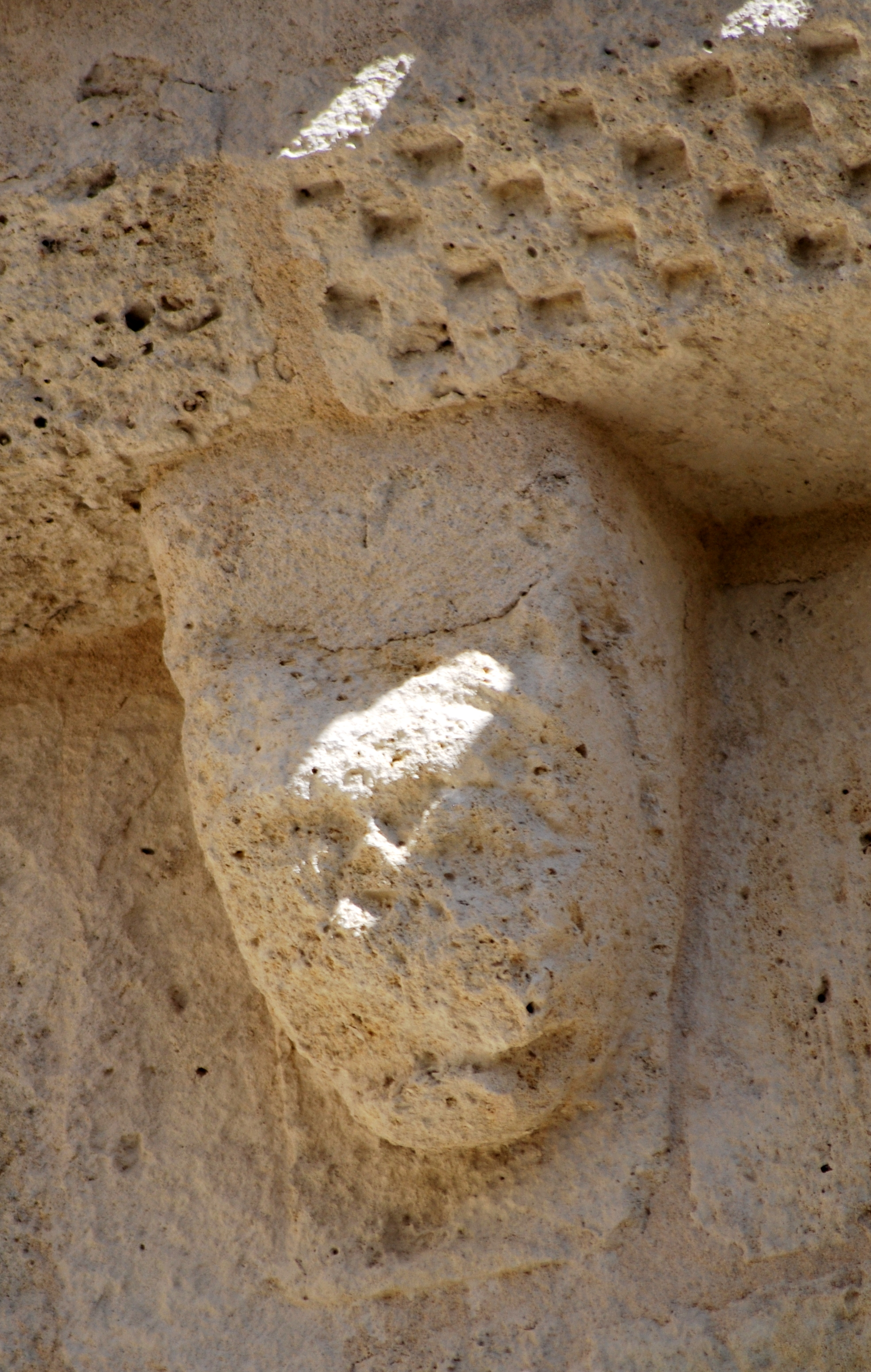
Masque maléfique
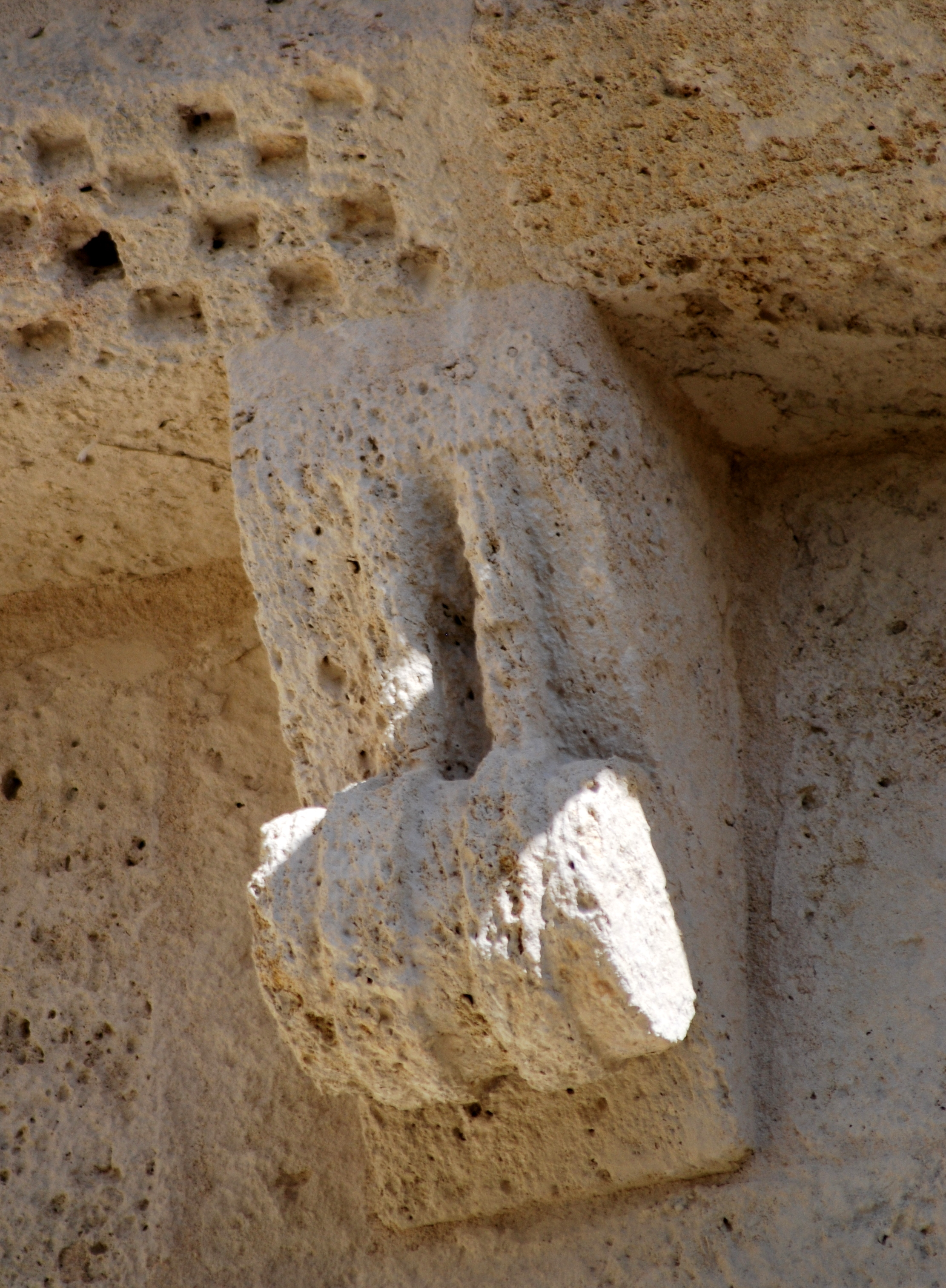
Barrique ?
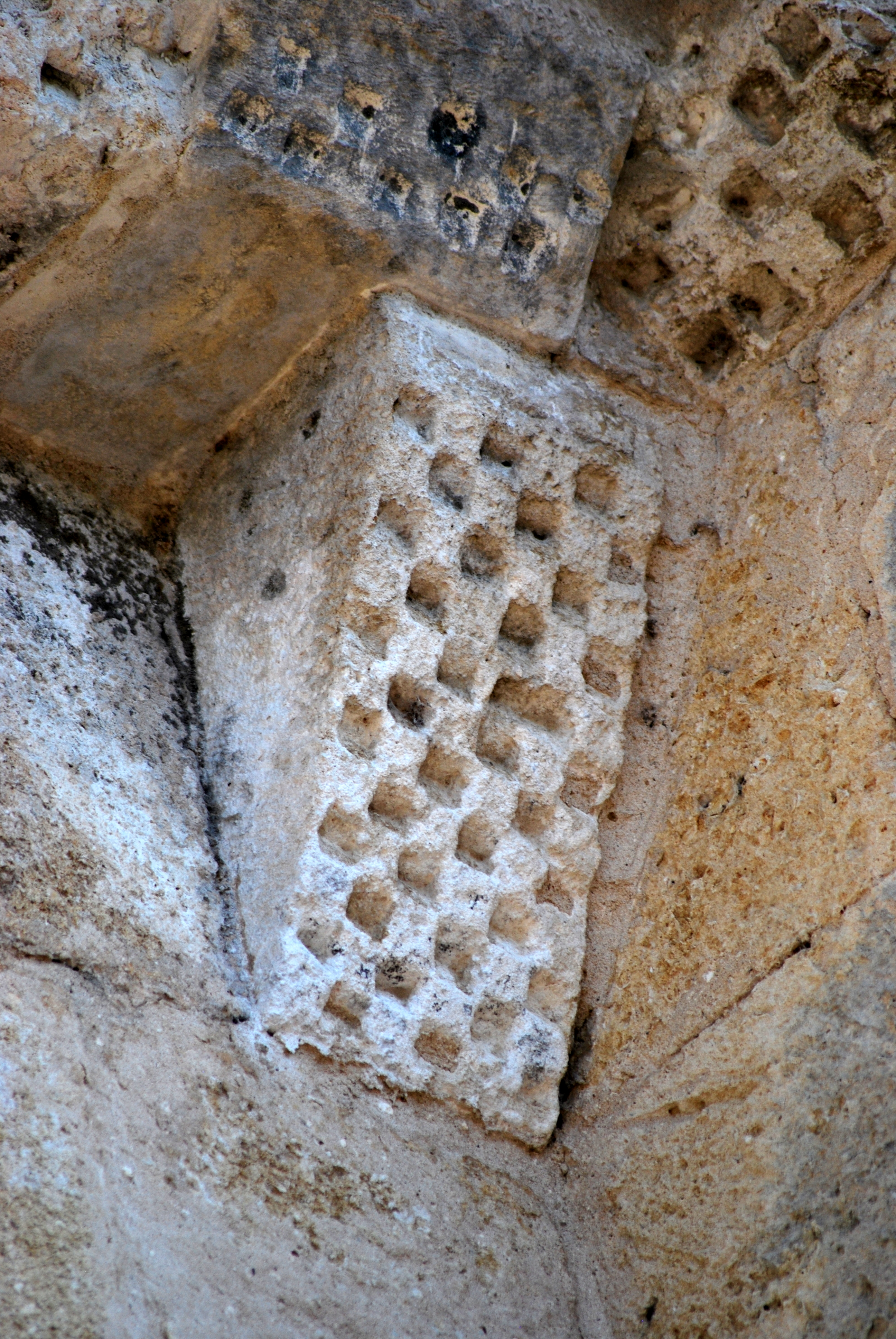
Damier
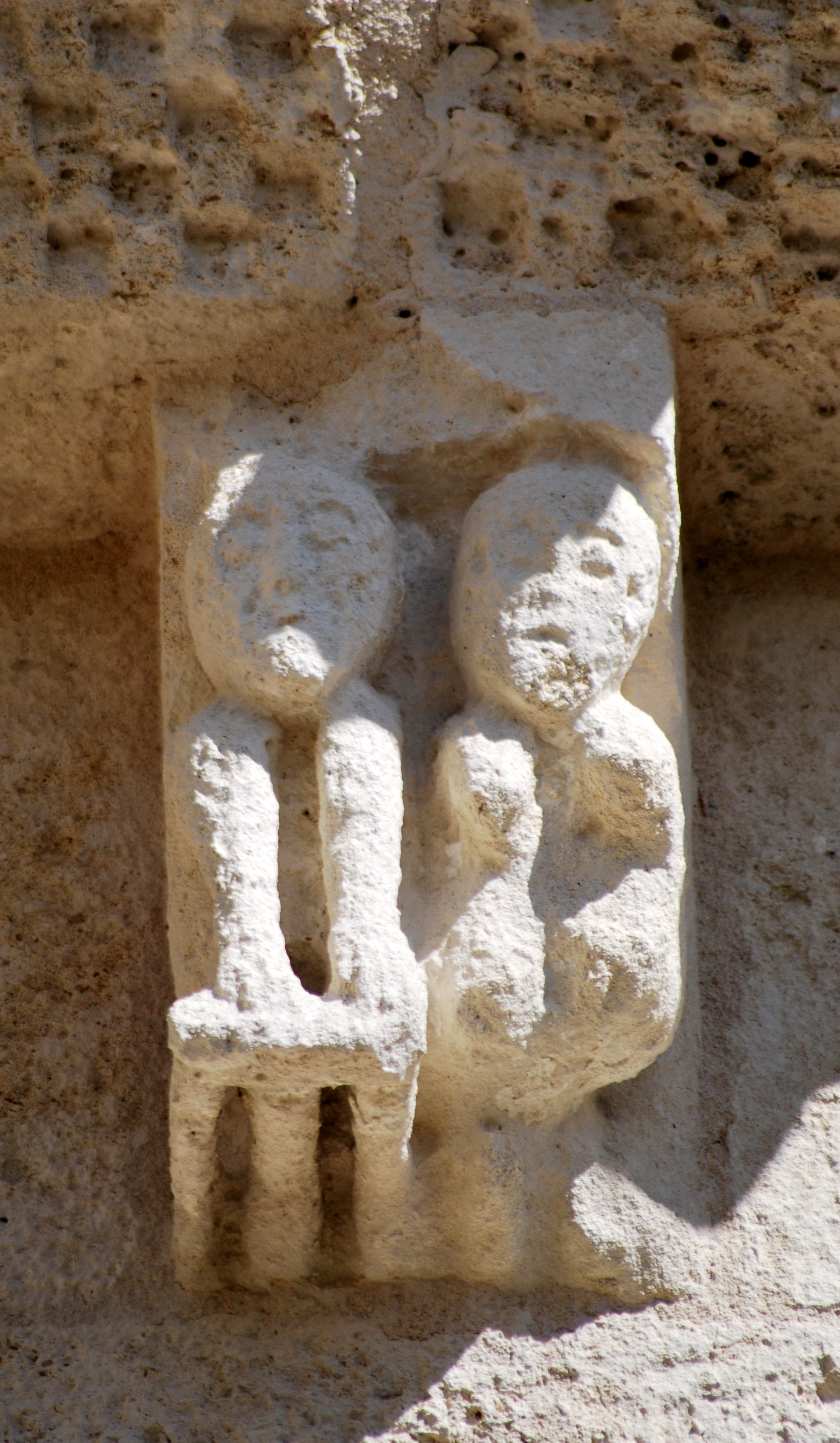
Homme et femme
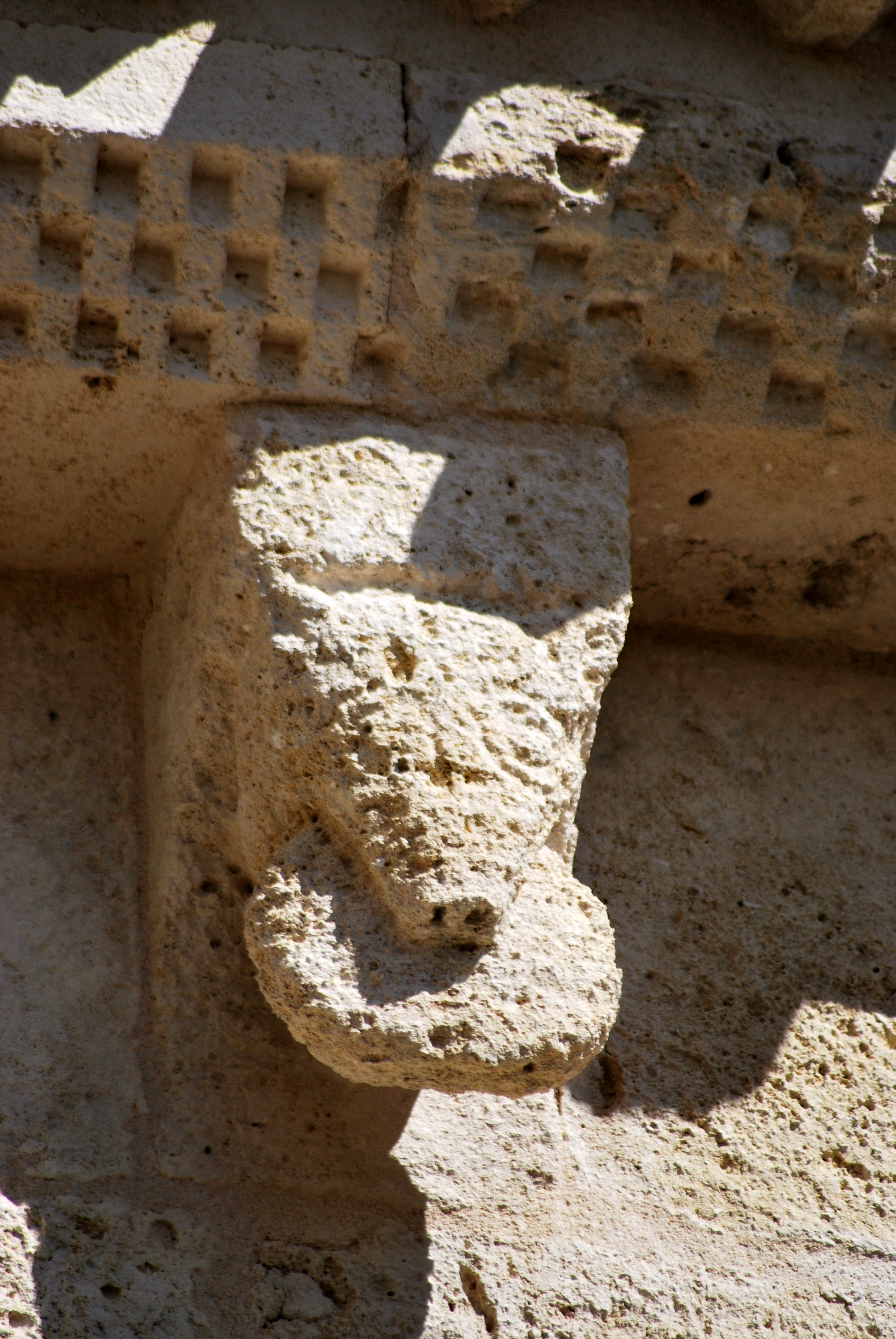
Eucharistie sacrilège
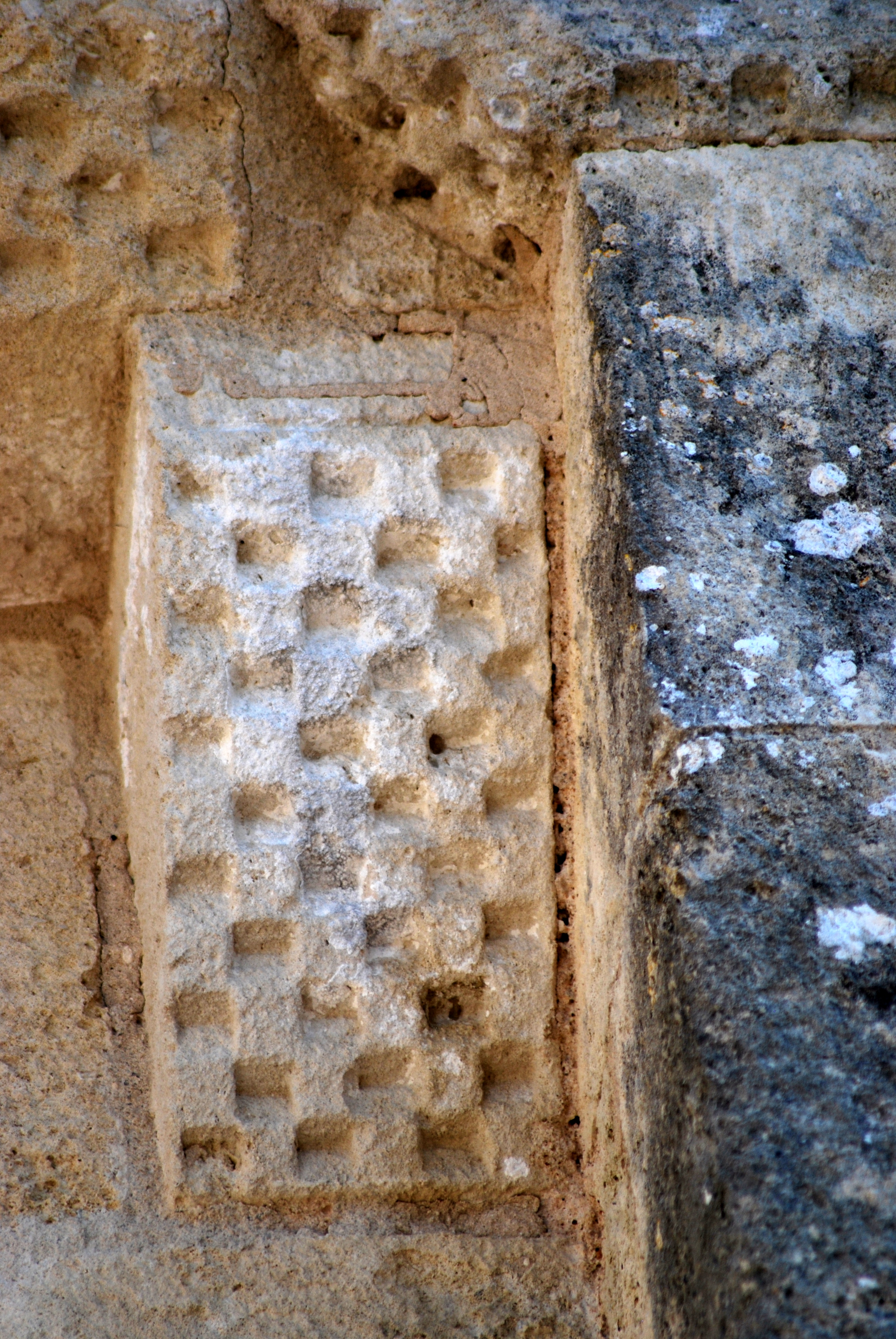
Damier
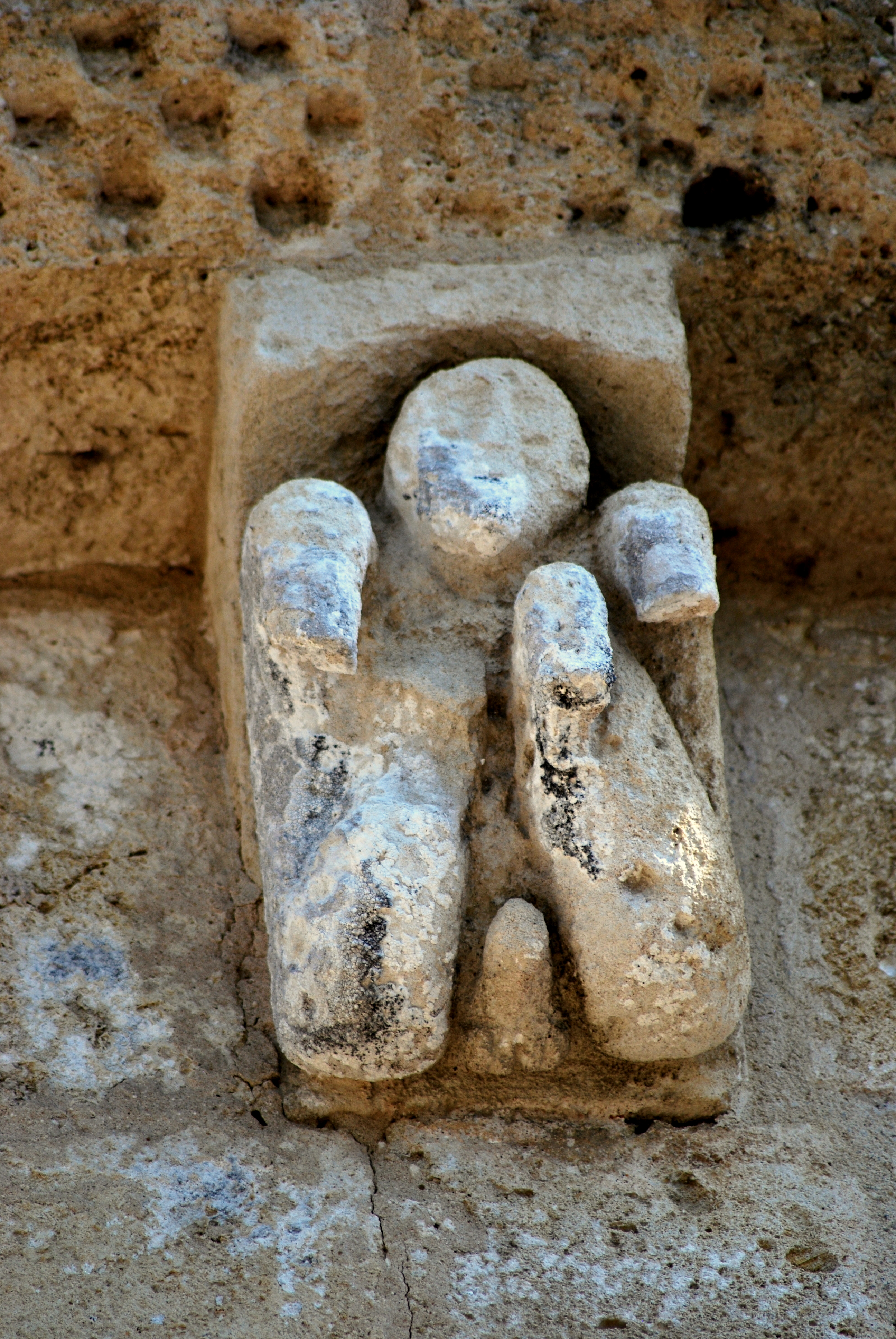
Homme ithyphallique
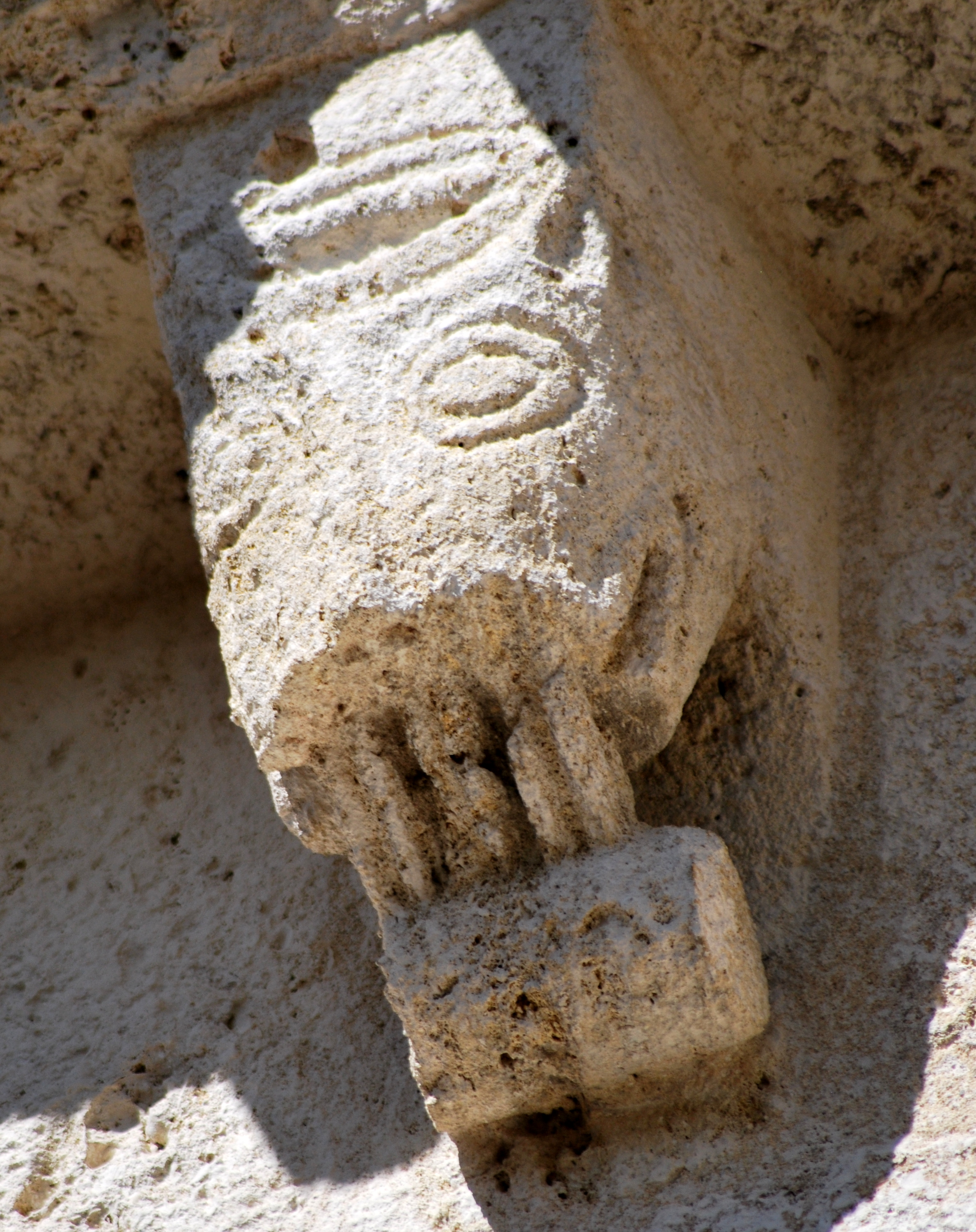
Monstre
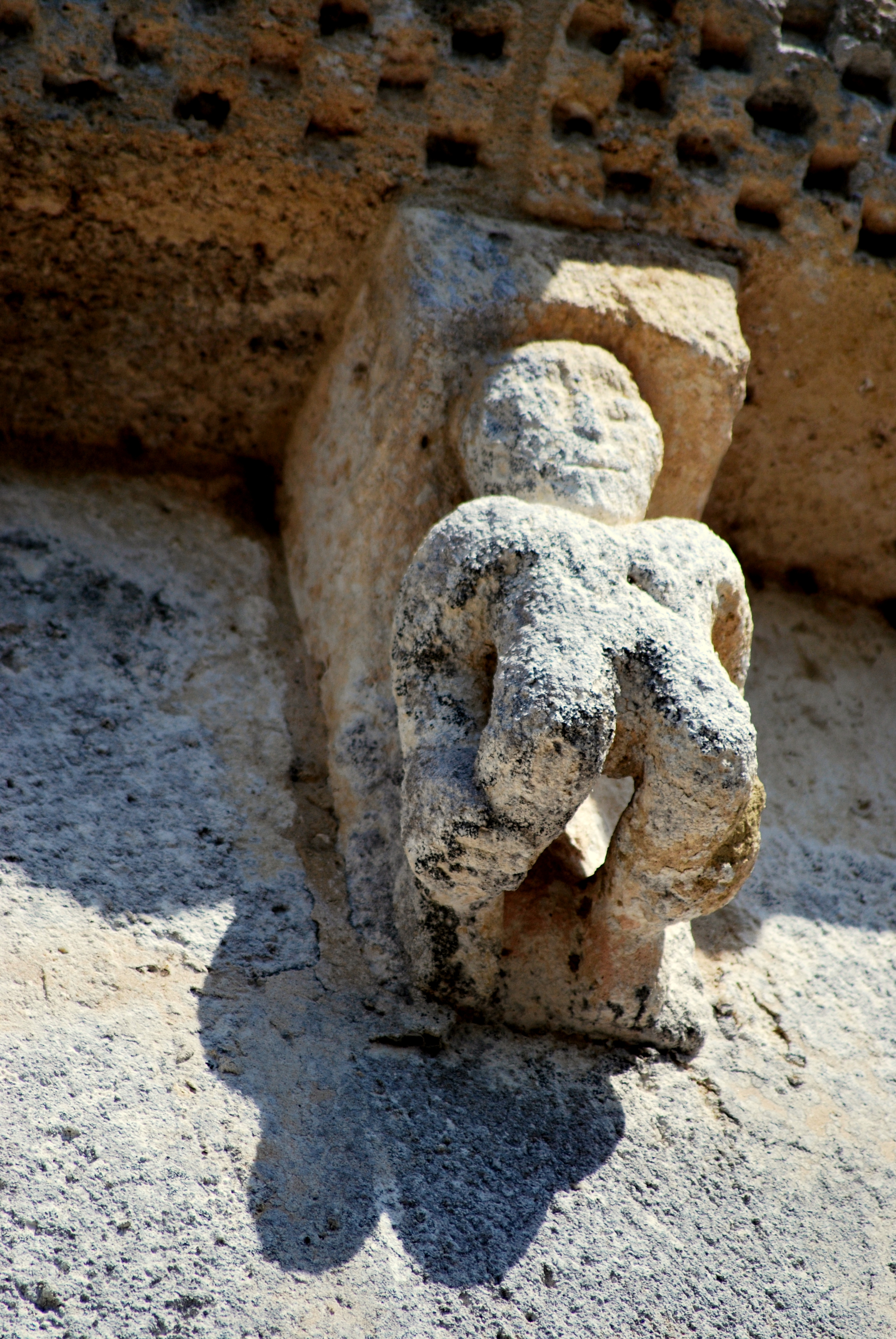
Homme nu tenant ses mollets
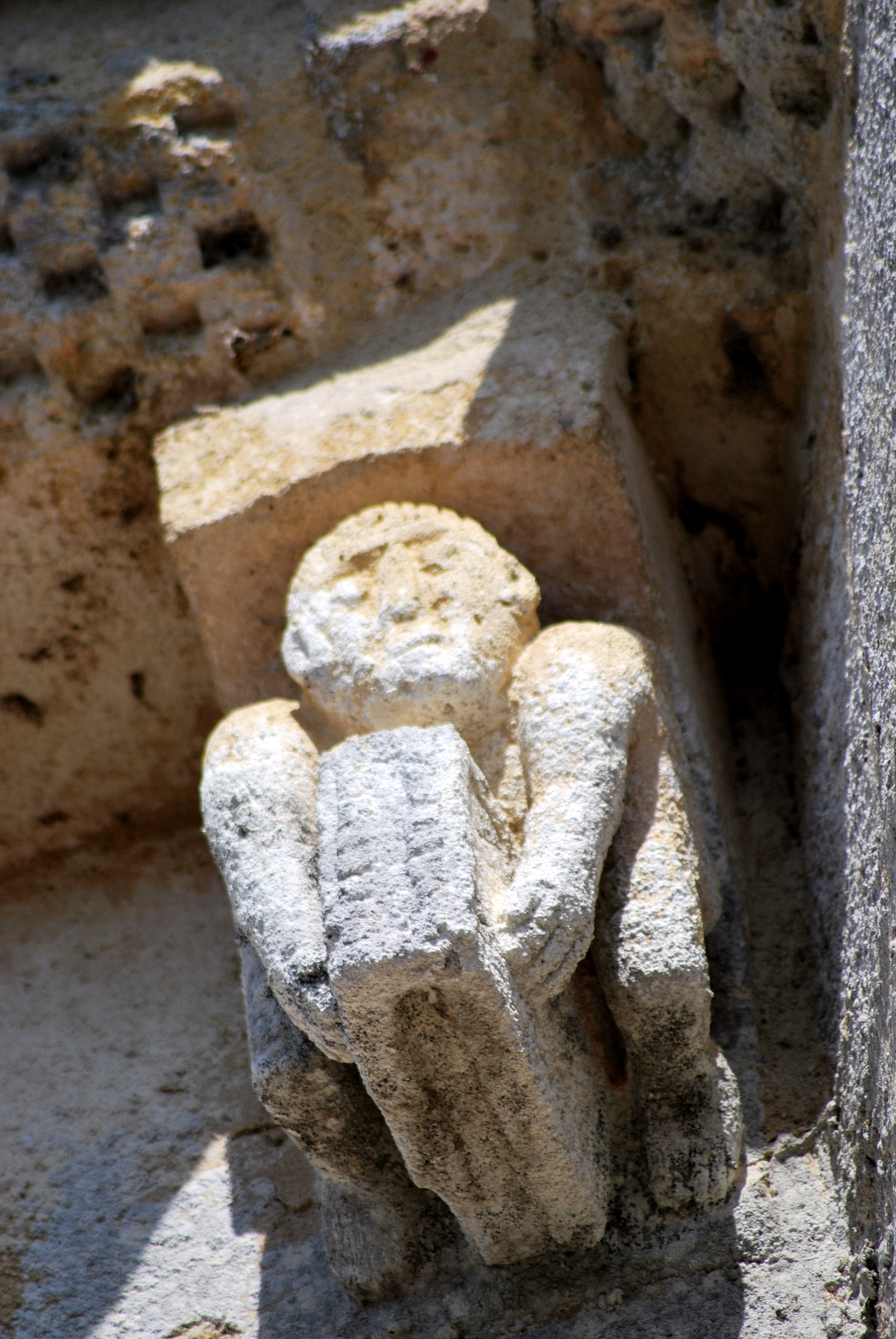
Joueur de Psaltérion
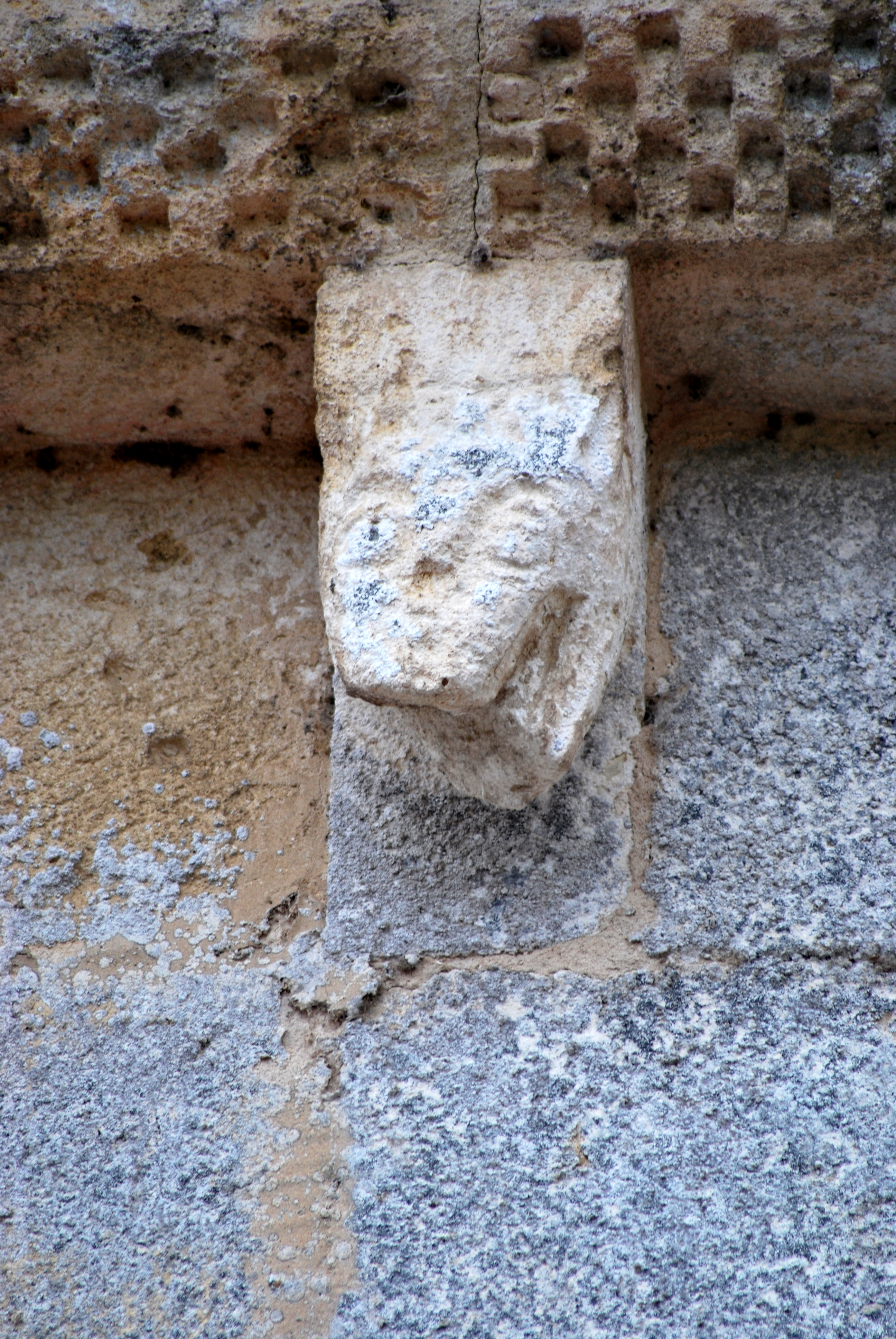
Monstre langue pendante
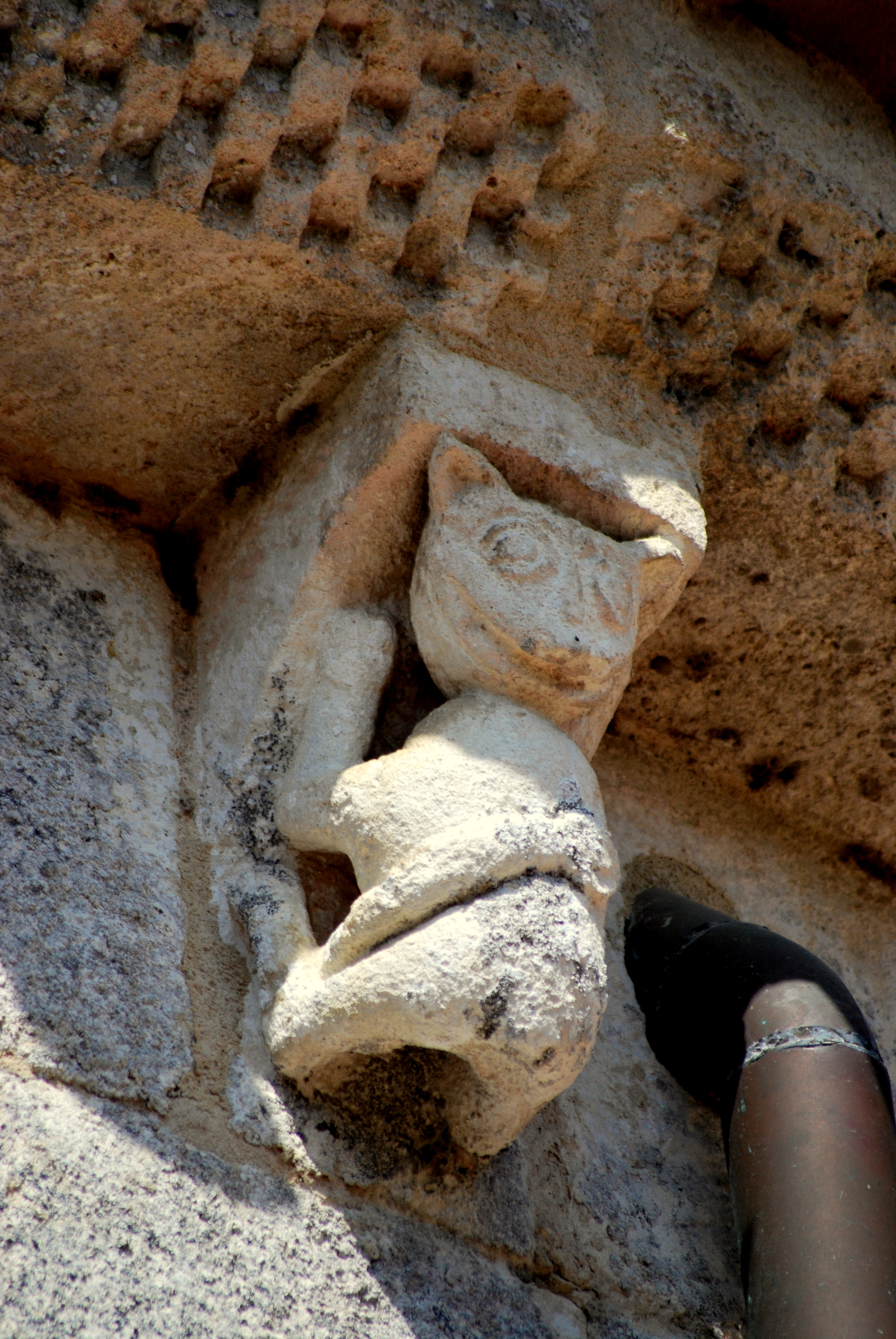
Félin inverti
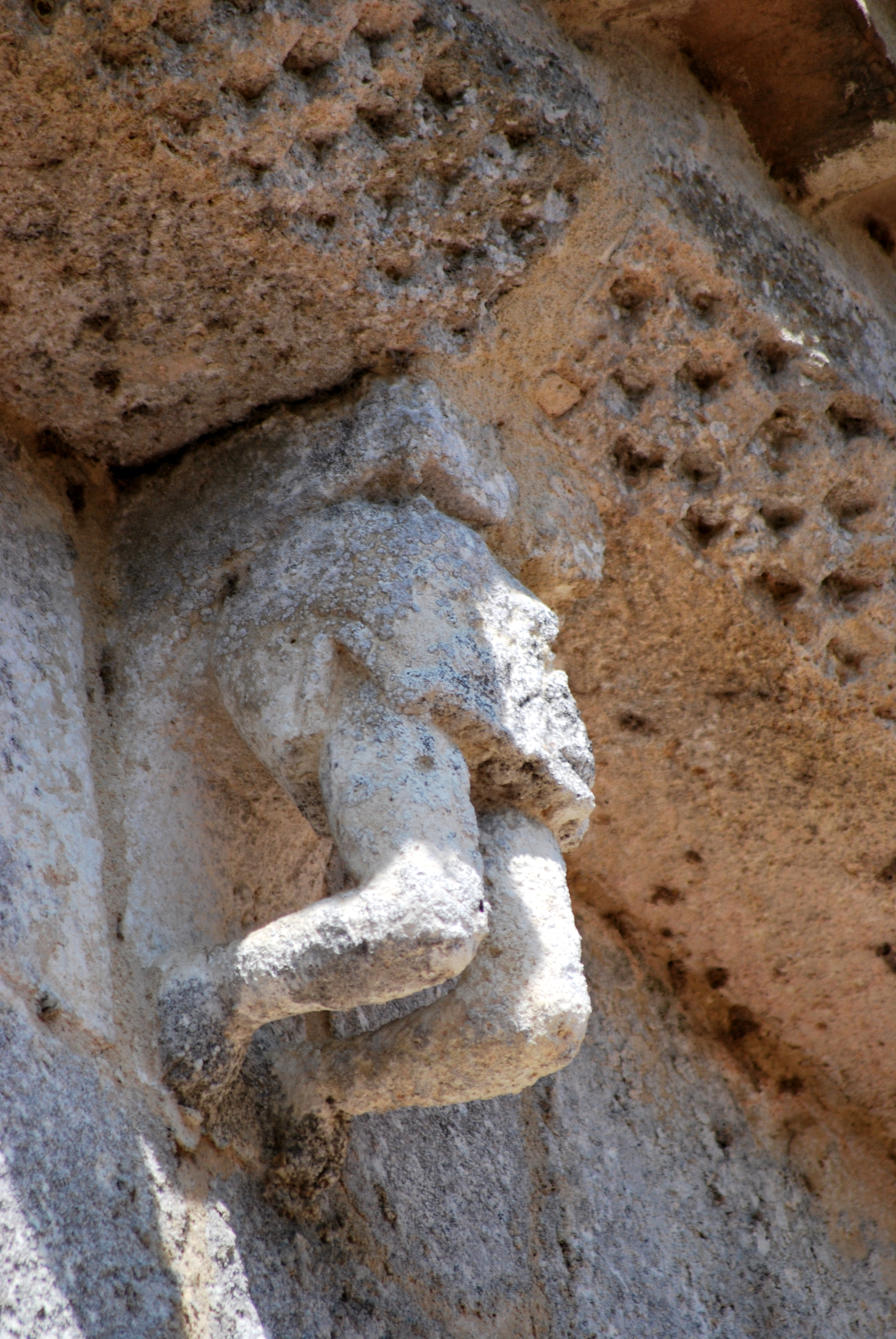
Monstre avalant homme
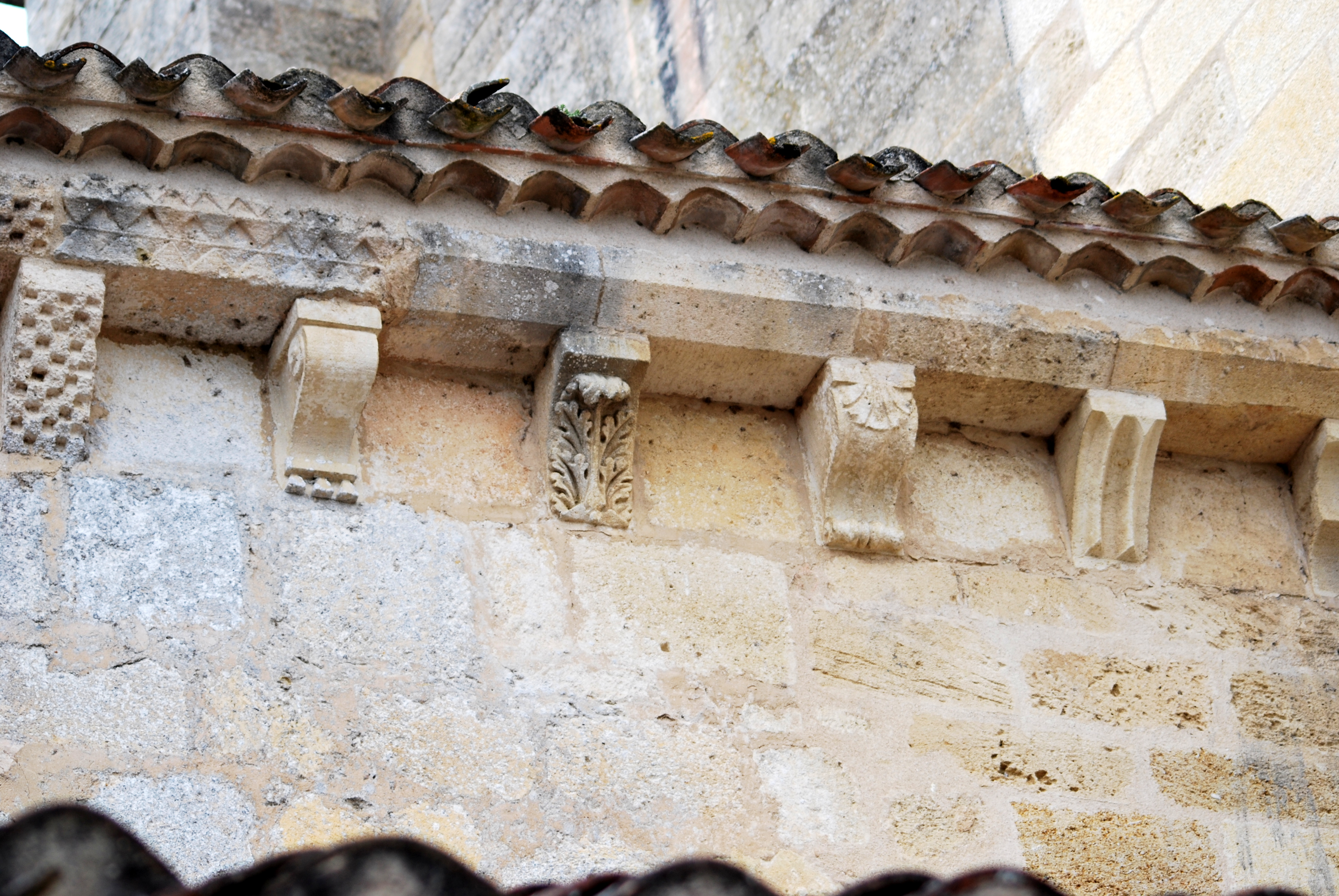
Modillons modernes
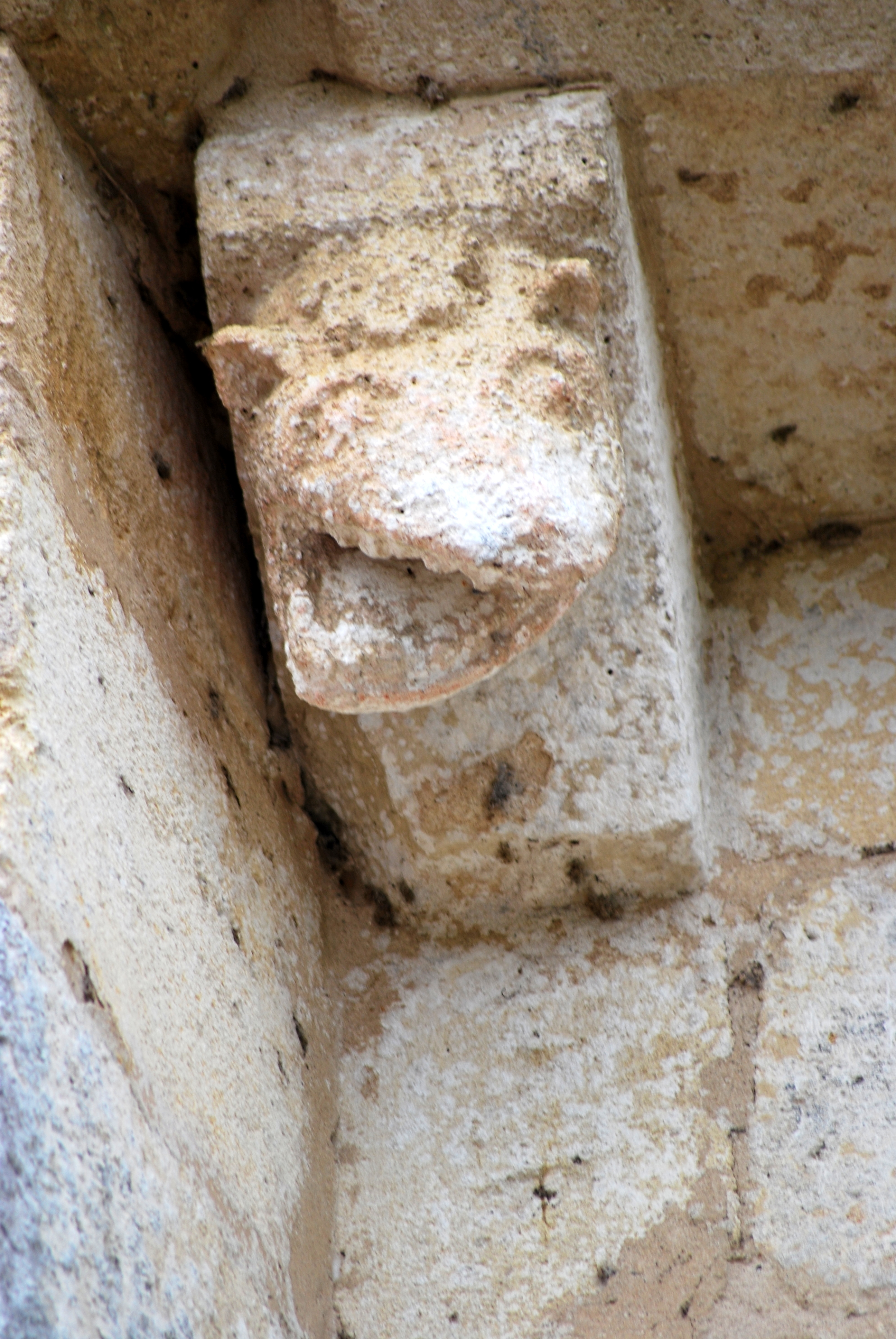
Loup
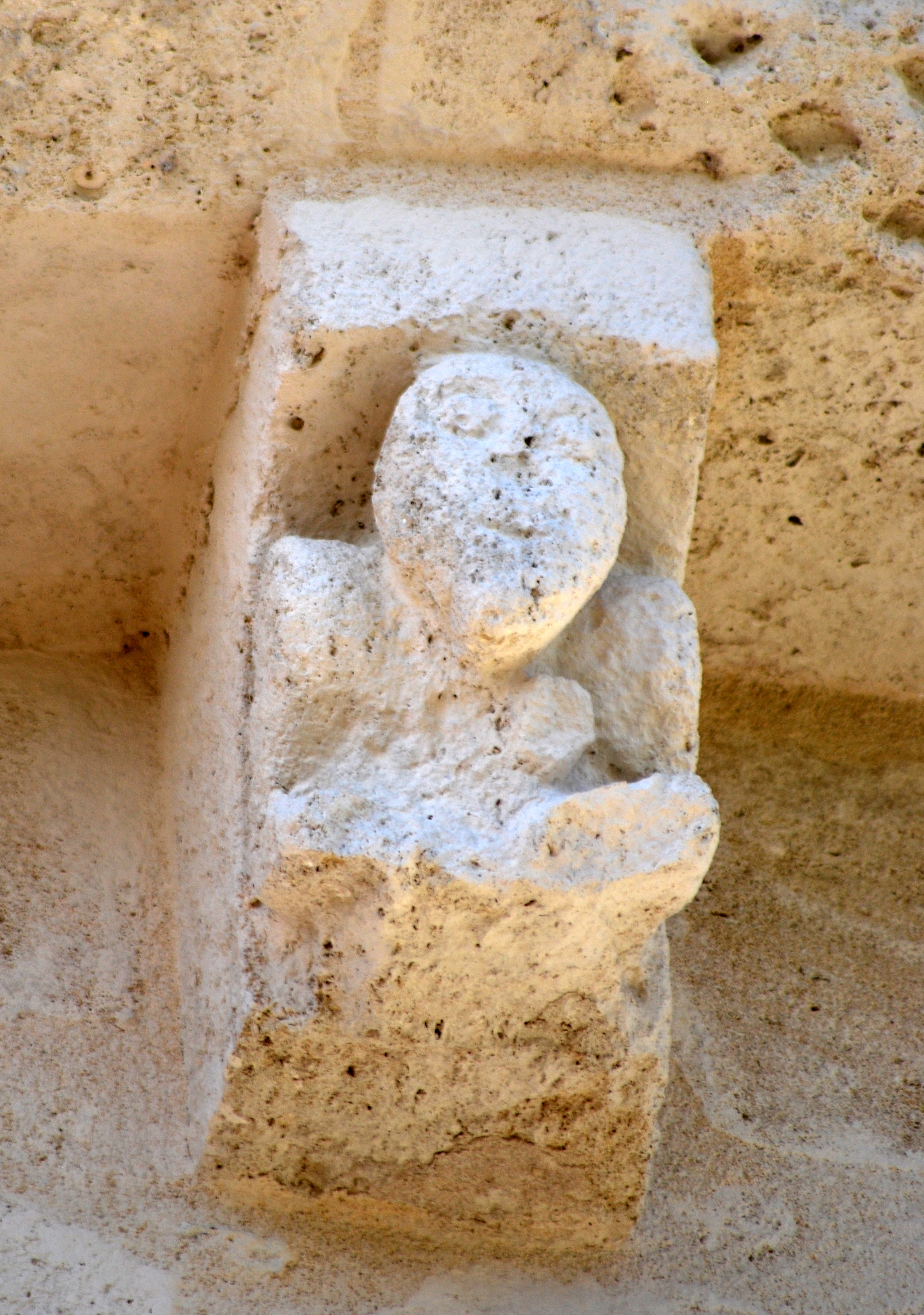
Homme
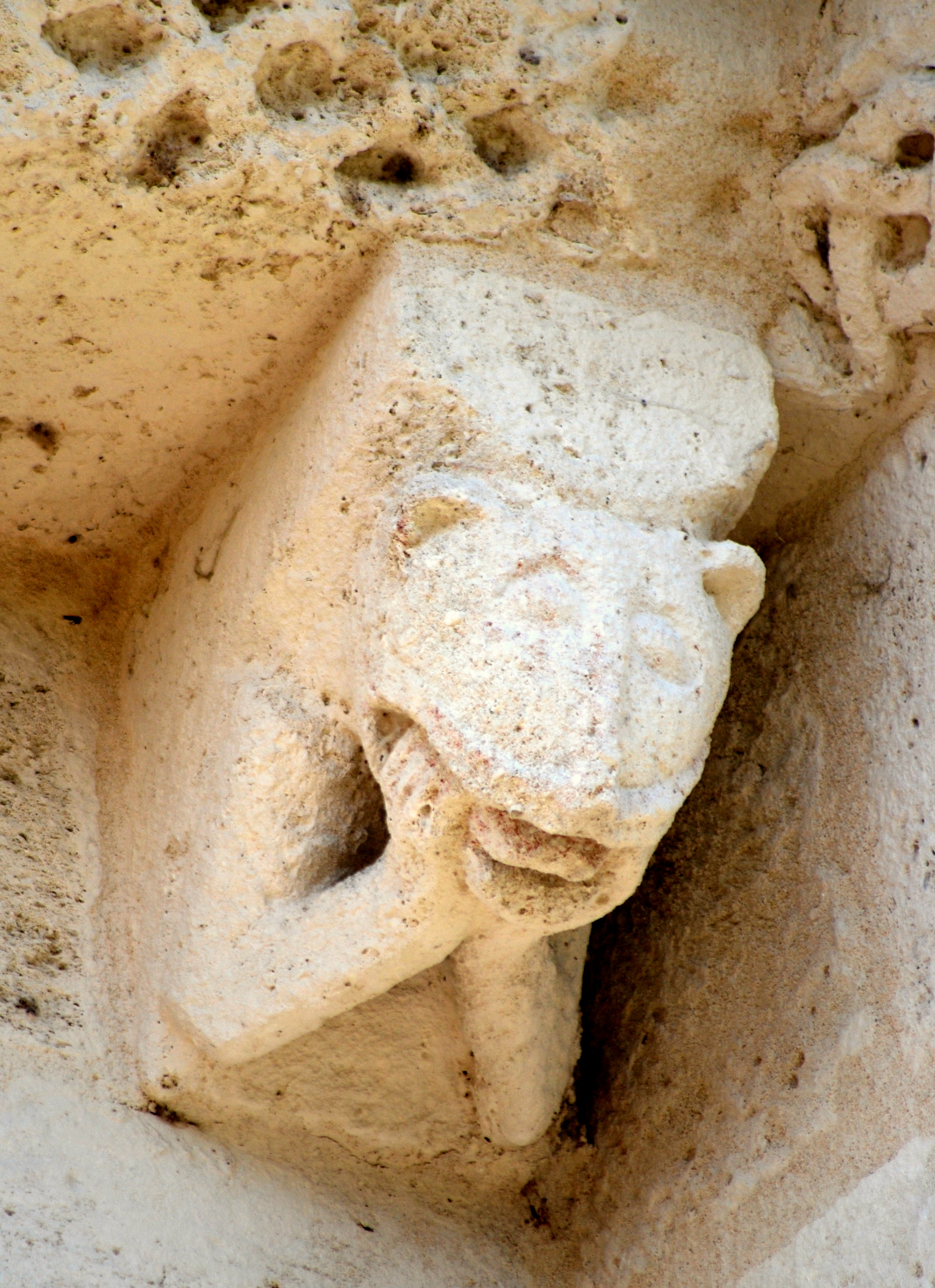
Monstre pattes dans la bouche
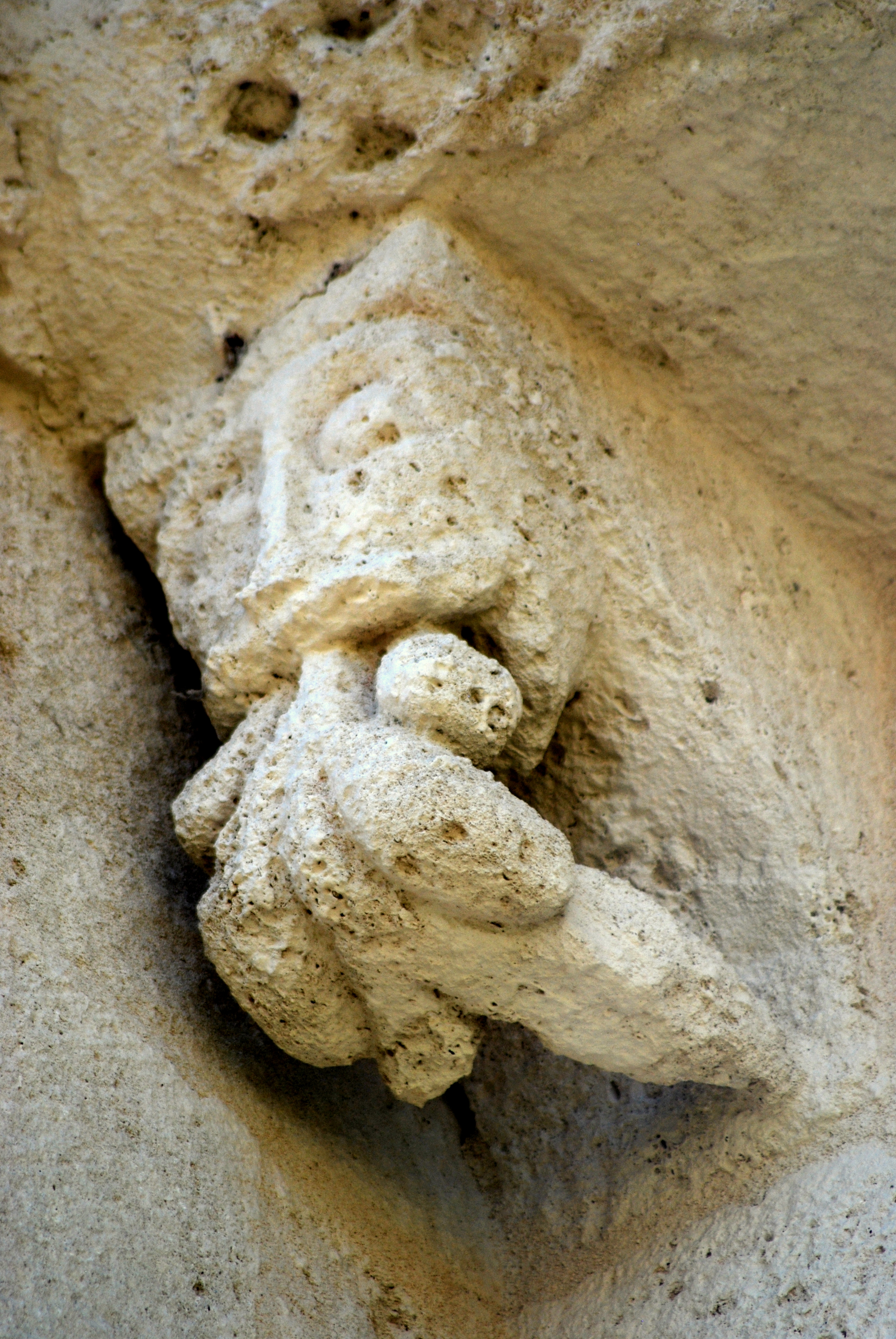
Monstre cracheur de rinceaux
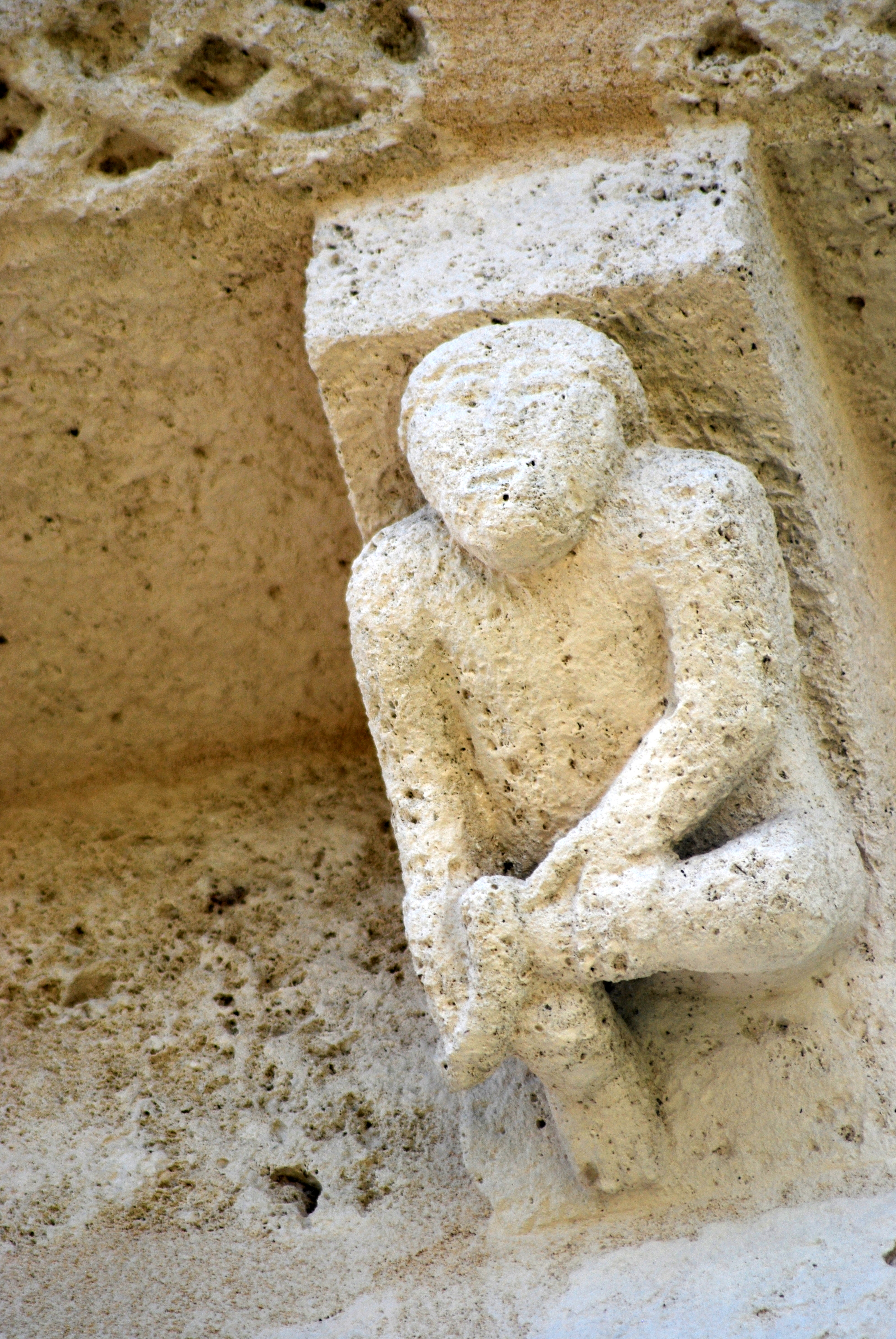
Tireur d'épine
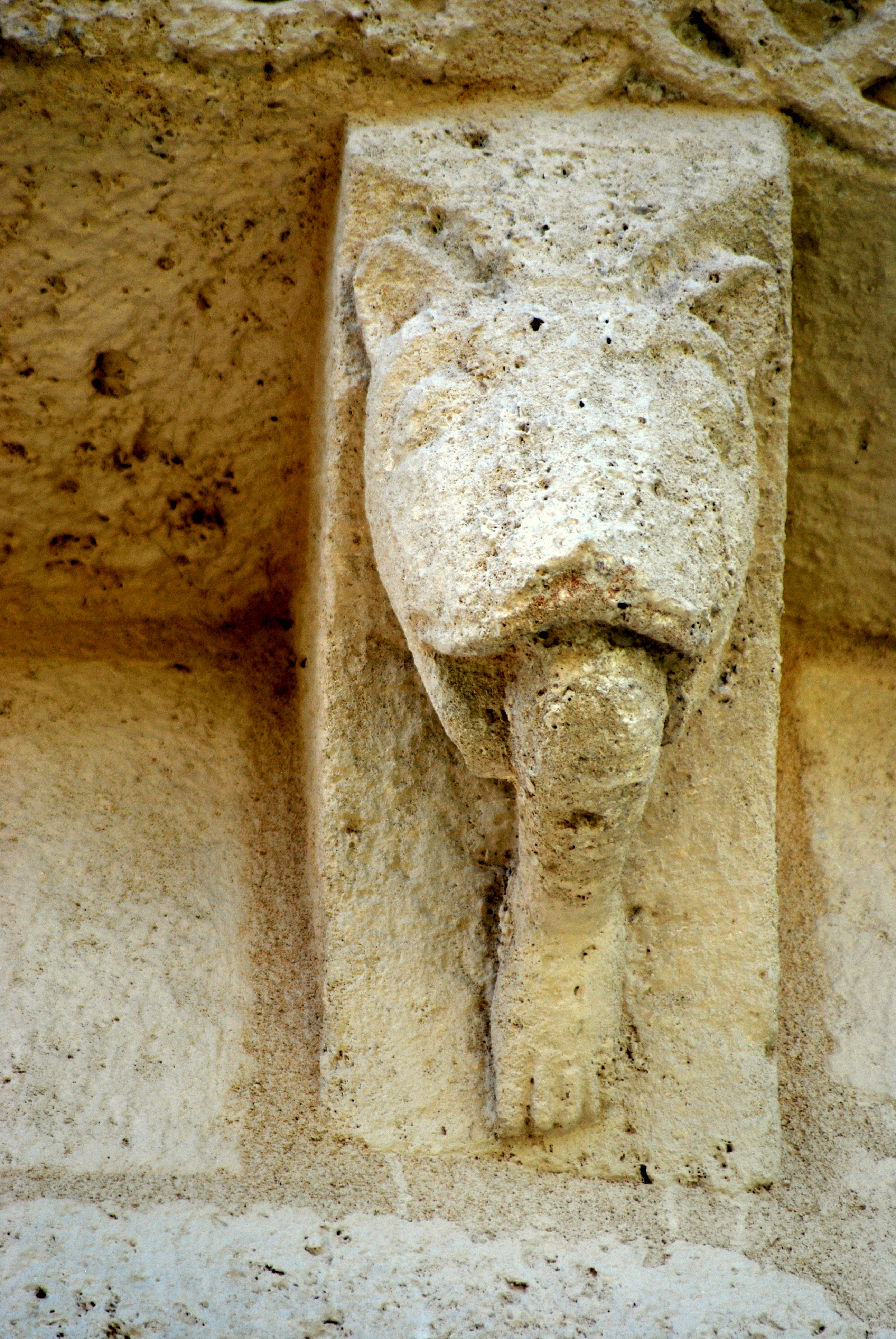
Monstre avalant une jambe
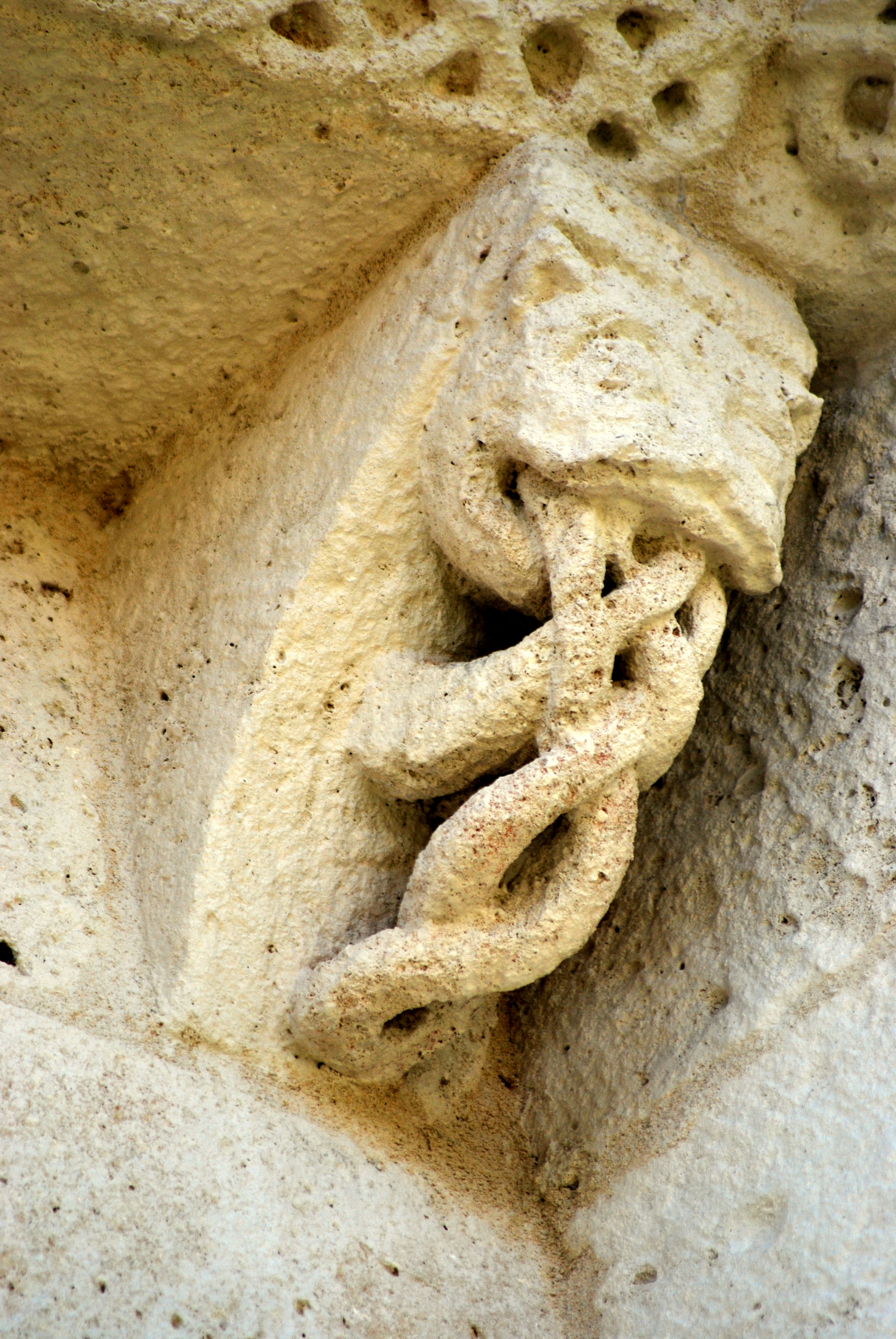
Félin crachant entrelacs
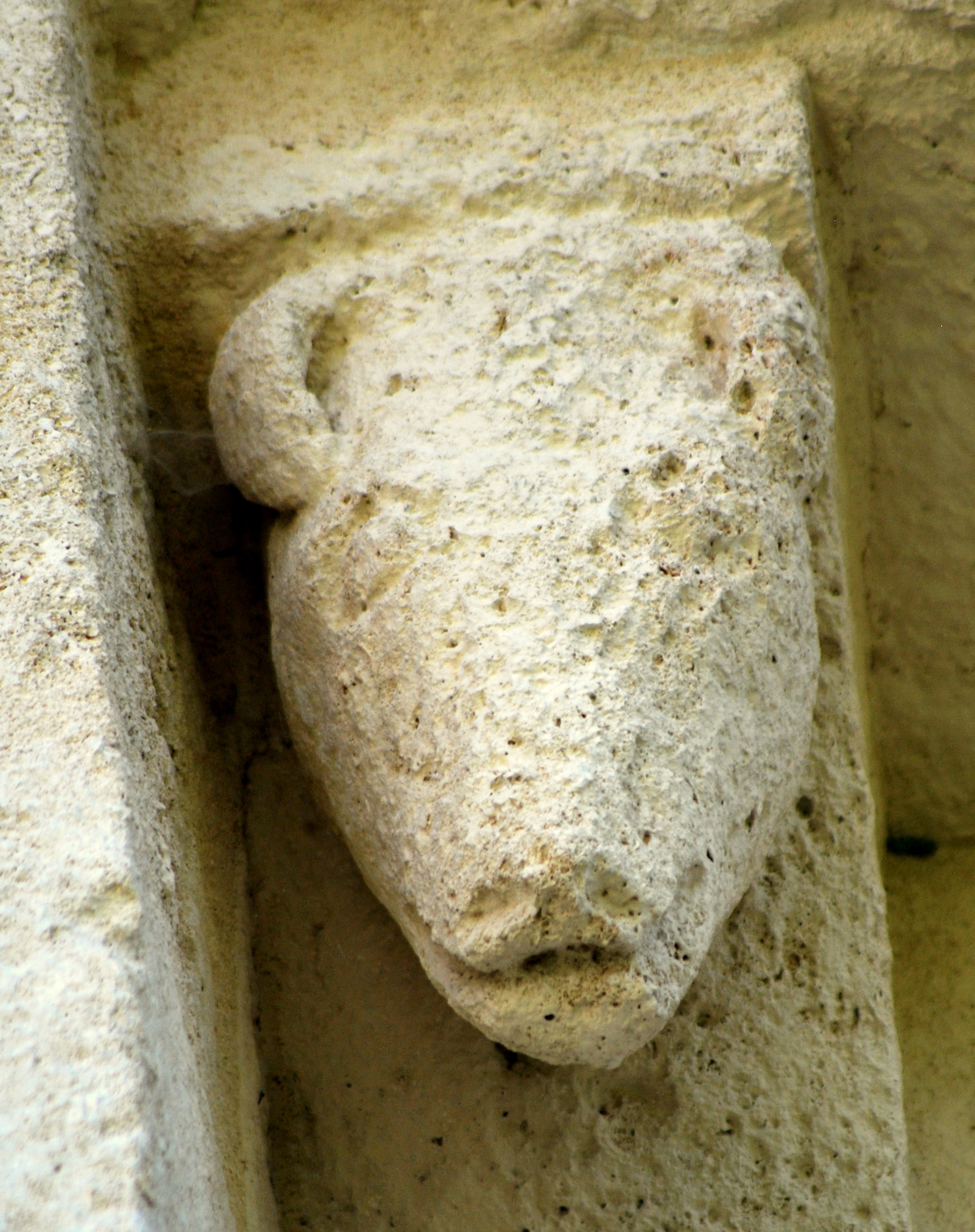
Cochon
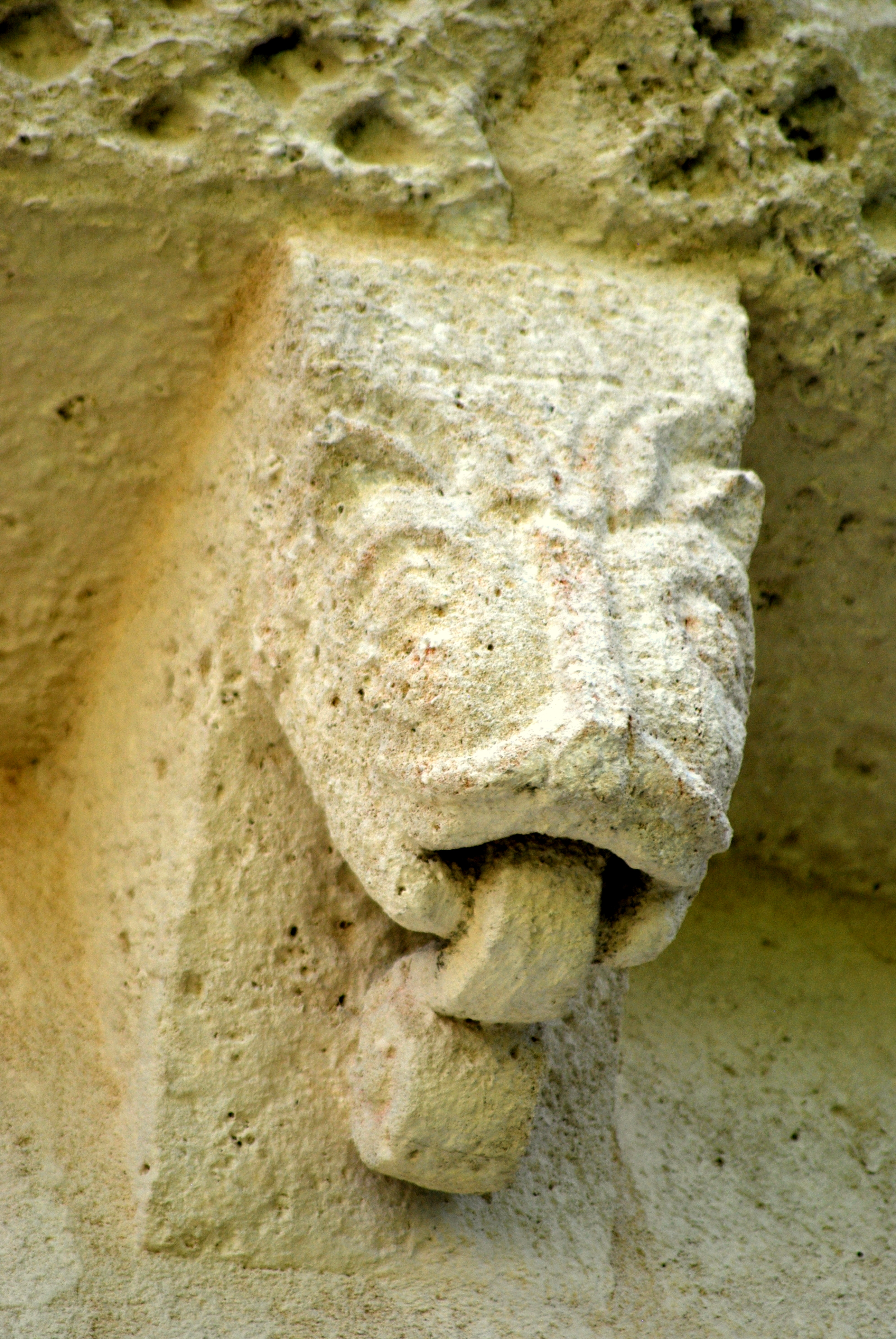
Monstre langue pendante
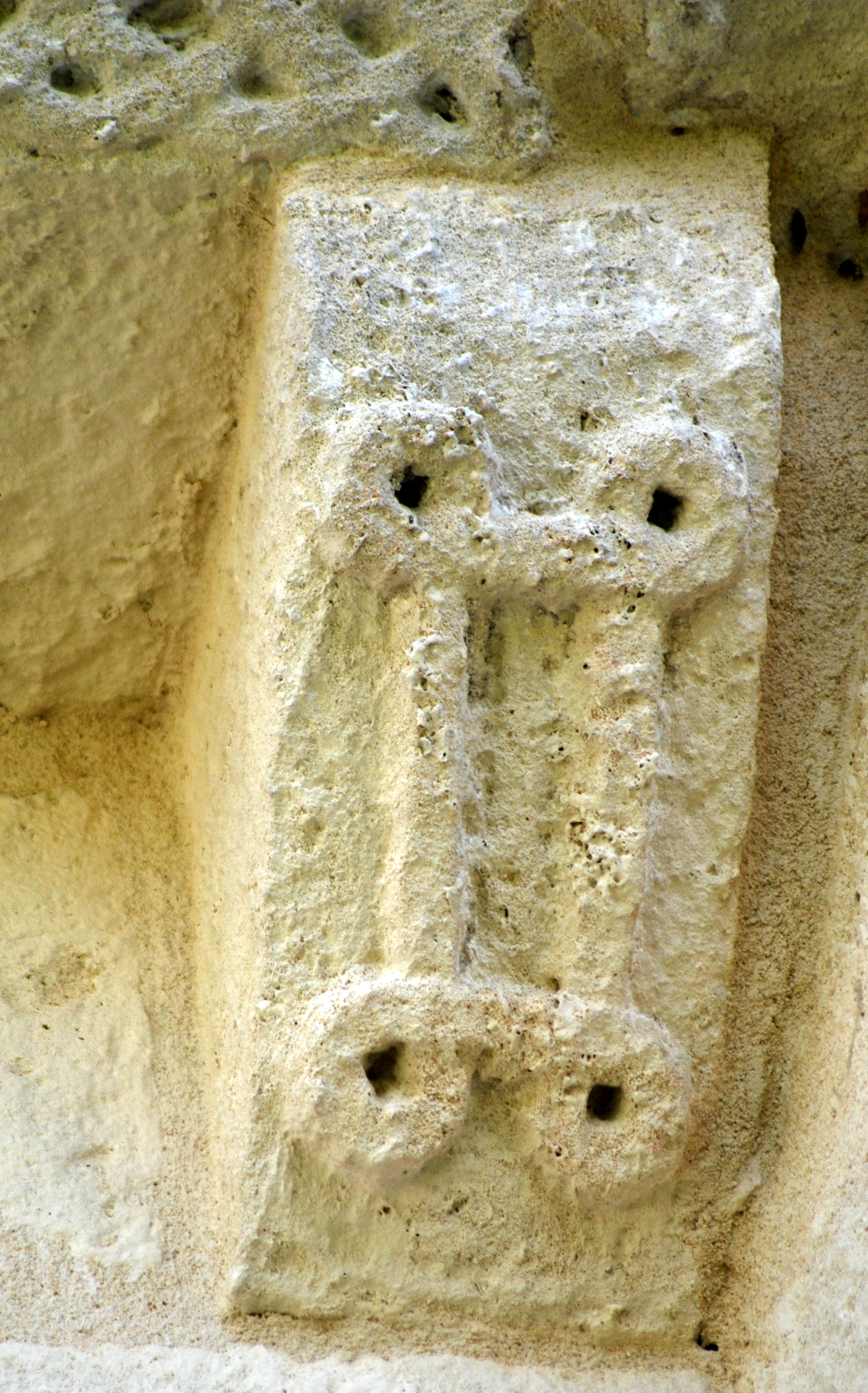
Entrelacs simple
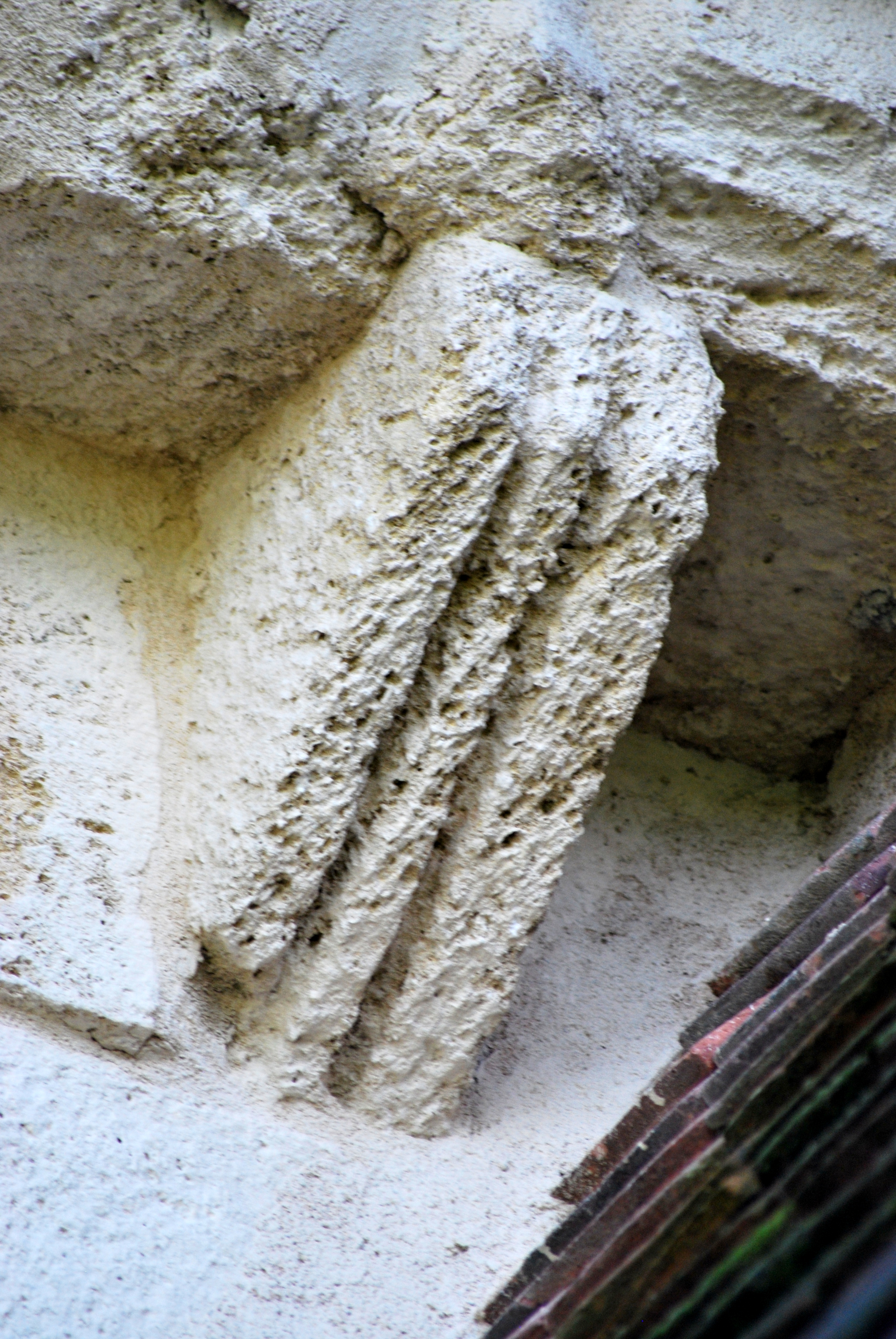
Modillon moderne
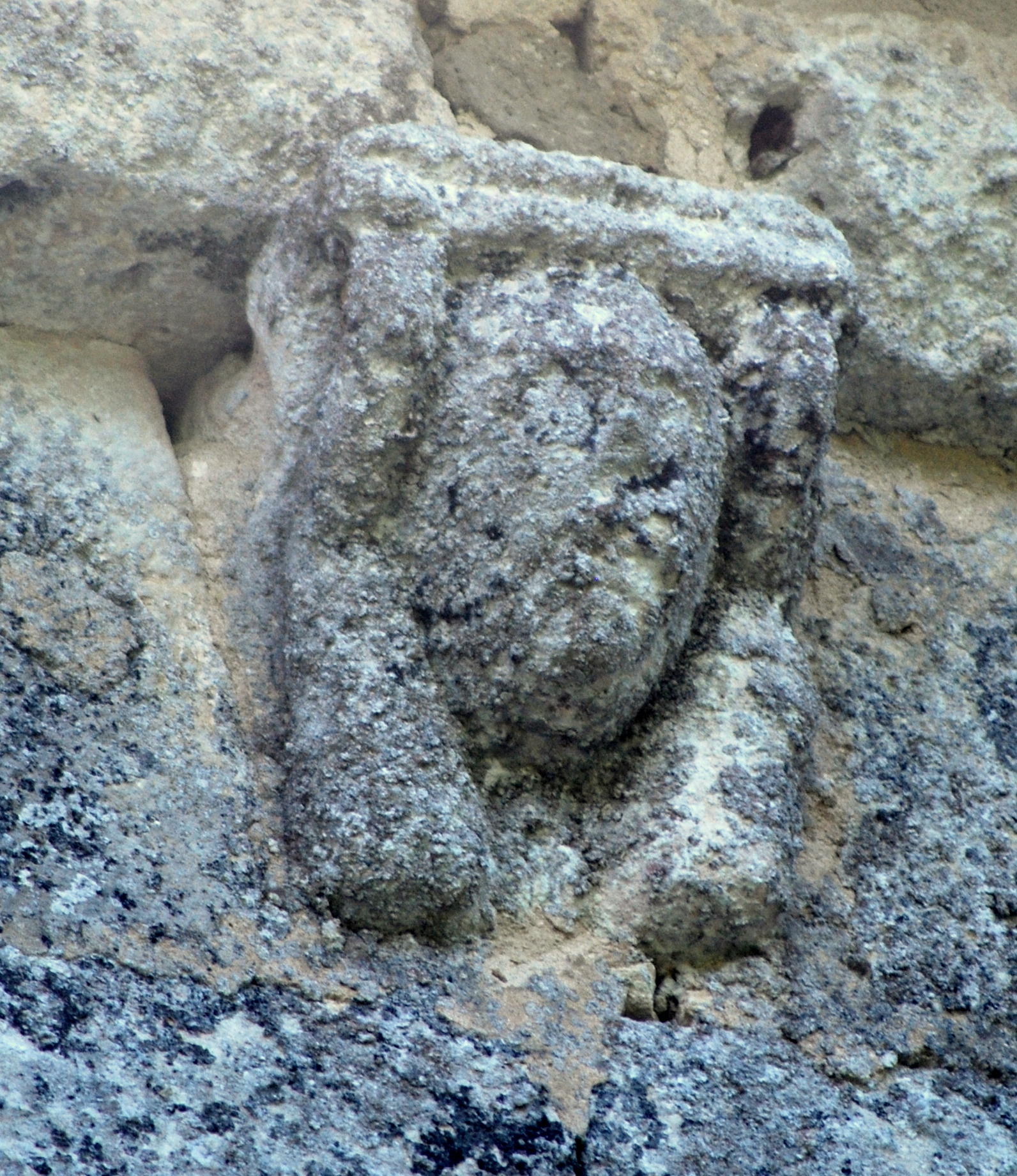
Exhibitionniste génitale
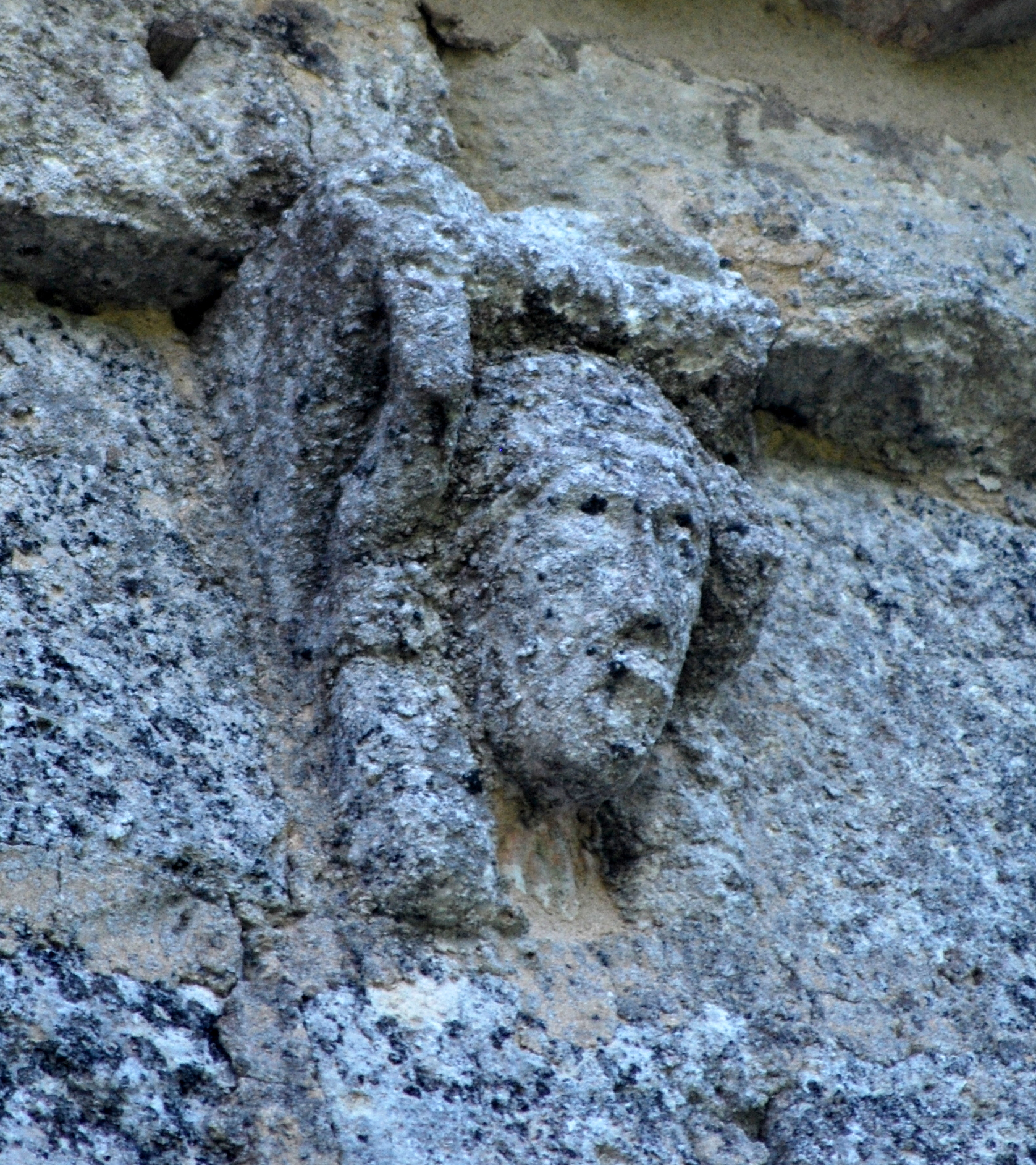
Exhibitionniste anale

## L'intérieur
| - La nef vers l'Ouest |

| - La nef vers l'Est |

En 1891-1892, l'édifice a fait l'objet d'une vaste campagne de décoration, dont les nombreux éléments toujours en place, reflètent le goût artistique religieux de la fin du XIXe siècle. L'inauguration eut lieu le 25 octobre 1892 et une plaque commémorative située à l'entrée de l'église, sur le mur nord, rappelle les noms des artistes qui participèrent à cette décoration. Seul le nom de Gaston Virebent est connu de nos jours.

### Le sanctuaire
| - L'autel majeur |

Le sanctuaire, couvert en cul-de-four, est percé d'une baie axiale (qui date de 1880) et de deux petites ouvertures latérales qui sont romanes. Sur les murs de l'abside ont été rapportés un ensemble de quatre modules architecturaux identiques, à décor d'arcatures en plein-cintre et clefs pendantes. Chacun d'entre-eux est composé de trois arcs latéraux en plein-cintre reposant sur des clés et sur des pilastres. Quatre anges présentant les instruments de la Passion surmontent les pilastres des modules du fond de l'abside.
L'autel est en plâtre badigeonné de blanc et rehaussé d'or. La face du tombeau rectangulaire présente trois arcades couvertes en plein-cintre, reposant sur des colonnettes. Le cintre de chacune s'orne de deux arcs retombant au centre sur une clé pendante, faisant écho aux motifs moulés apposés sur les murs de l'abside. Sous chacune des arcades un bas-relief relate un épisode de la vie de saint Étienne. De gauche à droite sont figurés : le baptême ; Étienne et le Sanhédrin et son martyre par lapidation.
La table de l'autel est surmontée d'un retable richement orné et doré, composé sur sa face de cinq arcades en plein-cintre, dans lesquels figurent les quatre évangélistes et, au centre, le Christ bénissant. Le retable se prolonge dans sa partie supérieure par un haut pinacle. Dans le tympan de ce fronton se détachent les murailles de Jérusalem en bas-relief.
L'ensemble est sommé d'une croix et de trois chandeliers en bronze.

### Les chapelles du transept
| - La chapelle du Sacré-Coeur |

| - La chapelle de la Vierge |

Les chapelles de la Vierge au sud et du Sacré-Cœur au nord sont placées à l'extrémité des bras du transept.
La chapelle du Sacré-Coeur : L'autel est composé d'une table rectangulaire ornée de quatre arcades en plein cintre portées par des colonnettes à chapiteaux. L'intrados de chaque arcade reçoit un décor de palmettes rayonnantes et l'entrecolonnement une croix grecque tréflée. L'autel est surmonté d'un tabernacle épaulé par des gradins à degrés, et d'une statue du Christ-Roi, offerte par l'évêque de Césarée en 1893.
L'ensemble est encadré par une imposante architecture dans le style néo-roman, formant retable : deux pilastres ornés de rinceaux et prolongés de pinacles, soutiennent un fronton triangulaire sommé d'une croix feuillagée. Le tympan du fronton abrite une arcade cintrée qui couronne elle-même trois arcatures retombant sur de lourdes clés pendantes.
La chapelle de la Vierge : L'autel est rectangulaire, dont la face est ornée de quatre arcades cintrées et dorées, reposant sur des colonnettes peintes en faux marbre. Elles abritent chacune un médaillon figurant des symboles mariaux sur un fond d'or.
Sur le mur au-dessus de la table d'autel est placée une statue de Notre-Dame de Lourdes, offerte par le Conseil de fabrique en 1883, abritée par un retable semblable à celui de la chapelle nord.

### Les vitraux
|  |

|  |

Le vitrail de la baie axiale du chevet est l’œuvre du Maître-verrier bordelais Gustave Pierre Dagrant. Il a été mis en place en 1880 quand la baie a été modifiée. 
La verrière représente saint Étienne provoquant le Sanhédrin par son discours, au cours duquel il accuse l'assemblée législative des juifs de Jérusalem d'être responsable de la mort du Messie. La partie supérieure du vitrail représente, dans une nuée, le Christ en gloire à la droite du Père et du Saint-Esprit.
Malheureusement, le vitrail est en partie caché par le retable de l'autel.
Les trois autres baies de l'église sont fermées par des vitraux identiques a décor géométrique, ainsi que l’oculus dans le bras sud du transept.

### Le mobilier
| - Croisée N-E - Croisée N-O - Croisée S-E - Croisée S-O |

| - Chaire à prêcher - Confessionnal - Fonts baptismaux |

- Les anges aux quatre coins de la croisée du transept.

| - Ruines de la chapelle St Fort |

- Chaire à prêcher.
- Le confessionnal, en plâtre, est dans le même style que l'ensemble des décors mis en place en 1892.
- Fonts baptismaux.
- L’église Saint-Étienne conserve d’autres éléments particulièrement remarquables. En effet, près des fonts baptismaux se trouvent les vestiges d’un sanctuaire en bois doré dit « des Anglais ».

- L’église possède également une statue datant du XVIIIe siècle, qui, autrefois, était placée dans la chapelle du transept nord, qui représente saint Fort, le patron de la paroisse. Il s’agit d’un saint légendaire, particulièrement révéré à Bordeaux[7]. Celui-ci tient dans sa main droite pendante un livre fermé et une crosse dans sa main gauche. On allait le vénérer le 16 mai dans une chapelle dont on voit les ruines dans une pièce de vigne, à quelques centaines de mètres à l'ouest de l'église sur la D245.

- Le chemin de croix : La série est composée de quatorze bas-reliefs de plâtre moulé, enchâssés dans les murs de la nef et du transept.

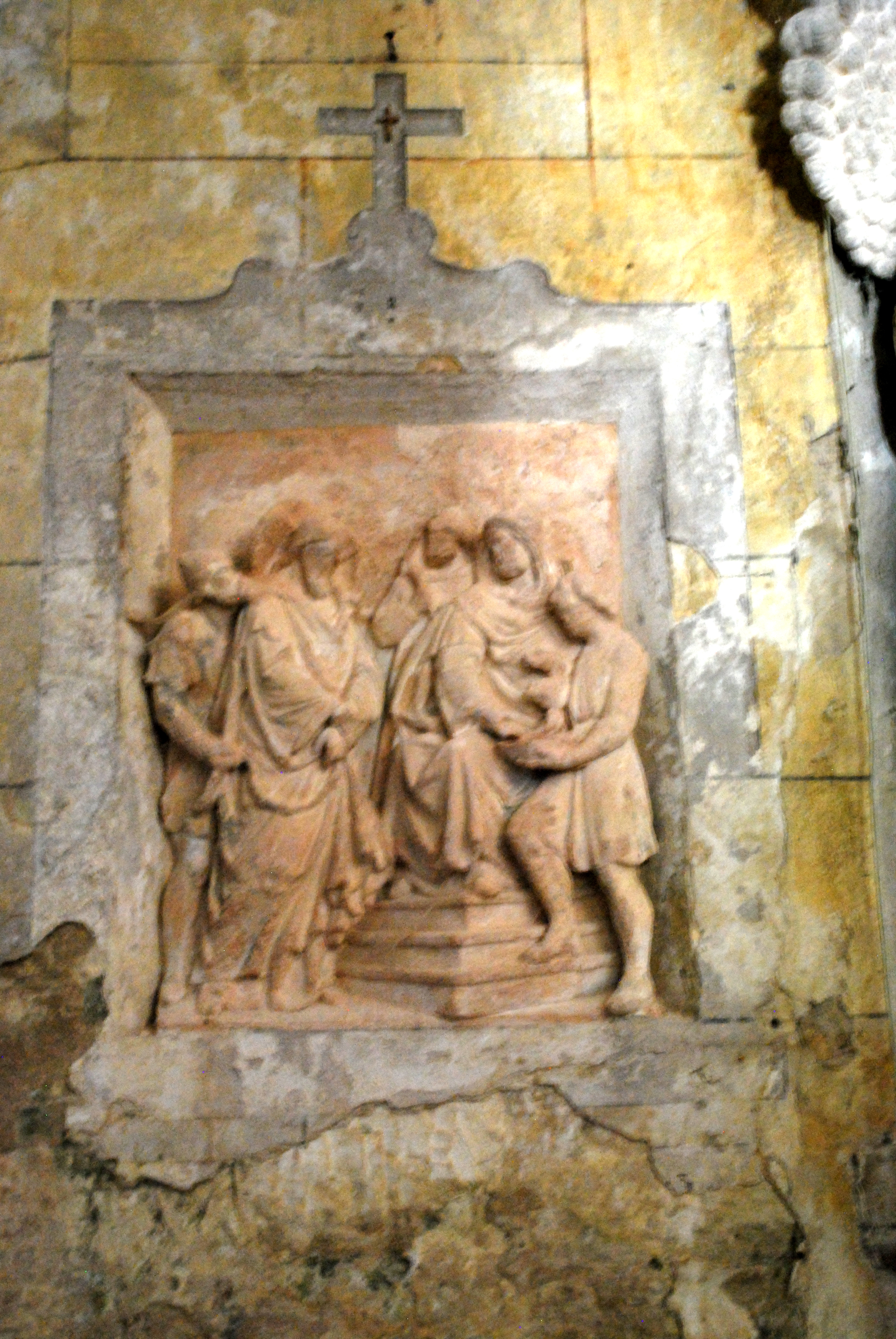
Station 1
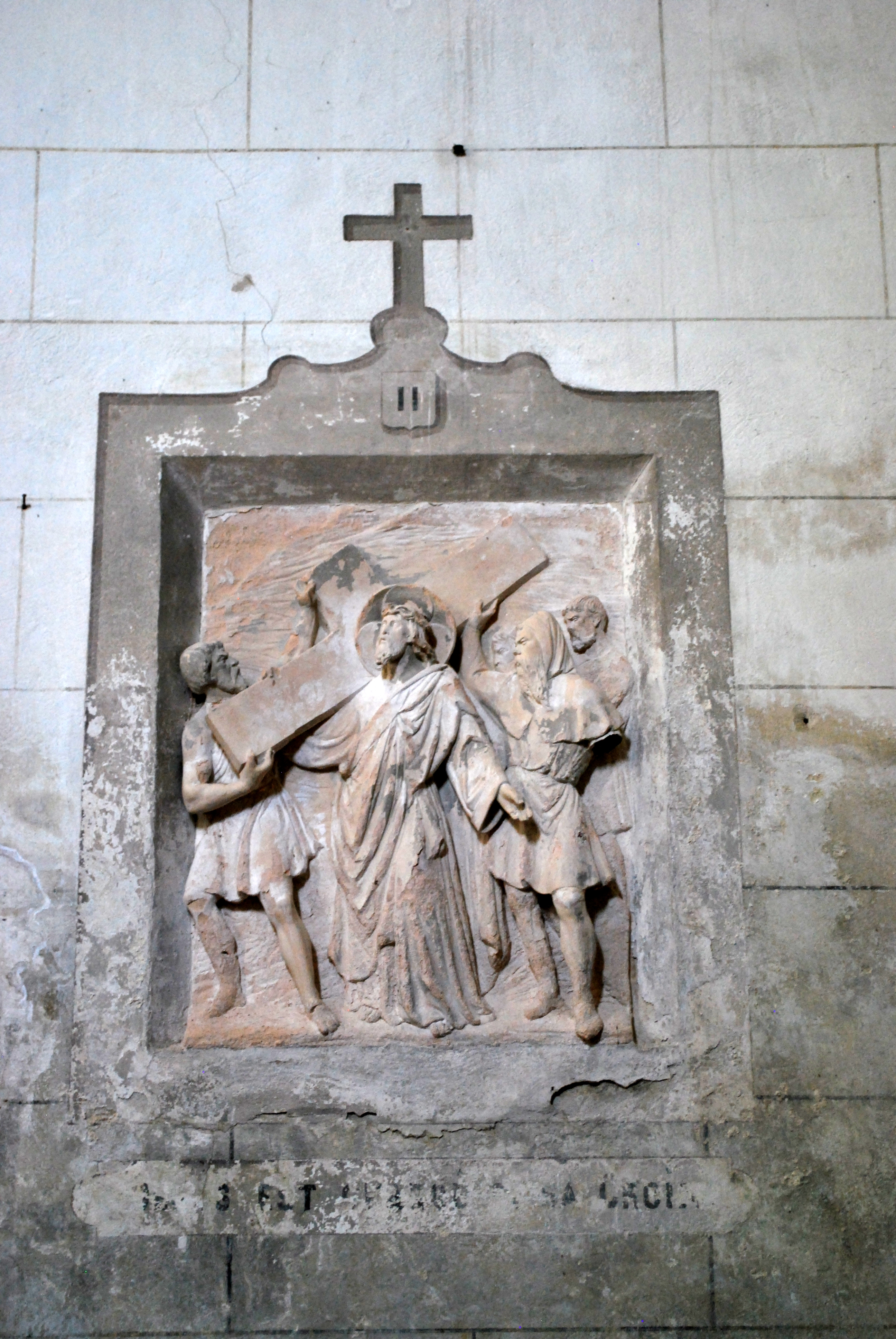
Station 2
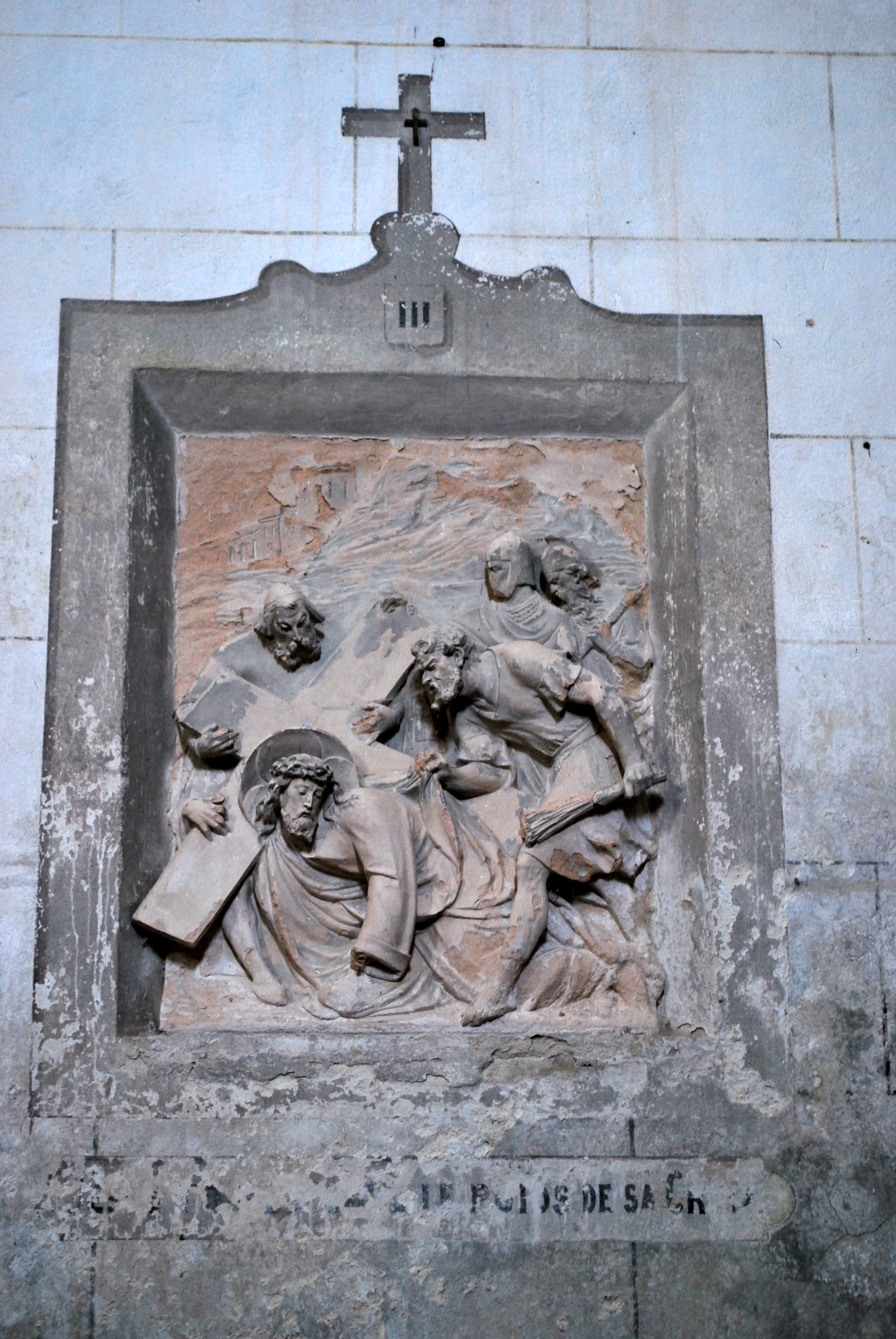
Station 3
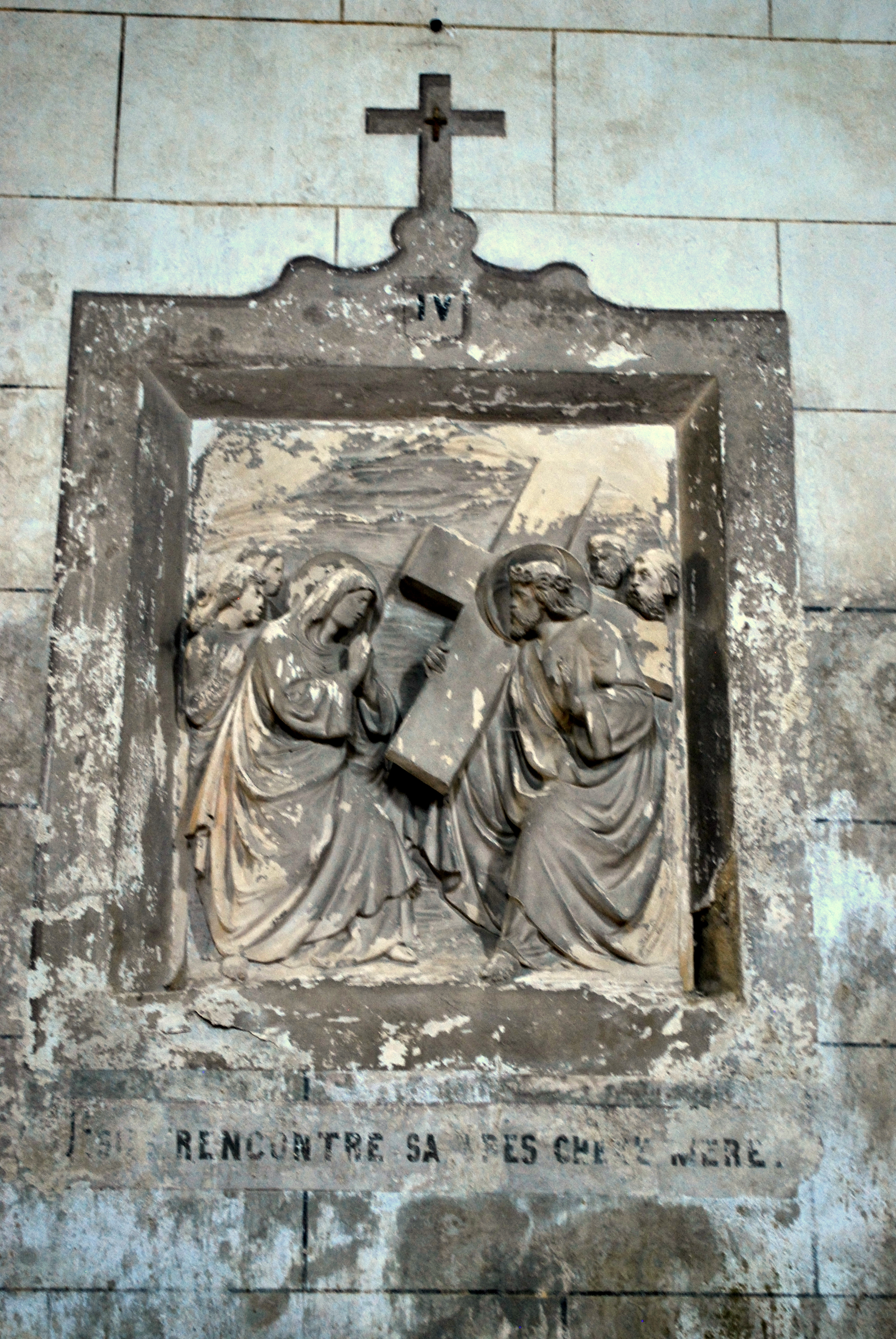
Station 4
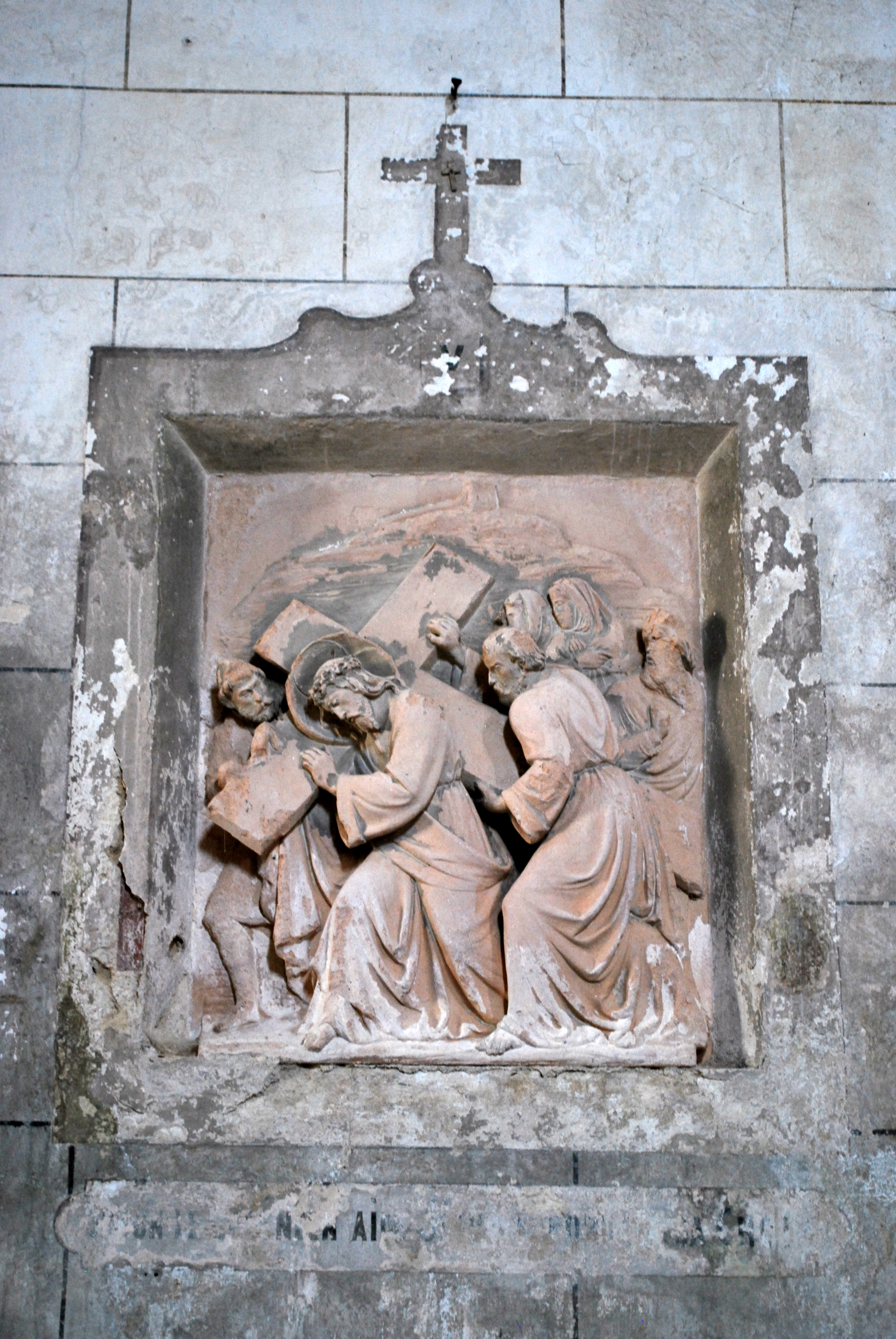
Station 5
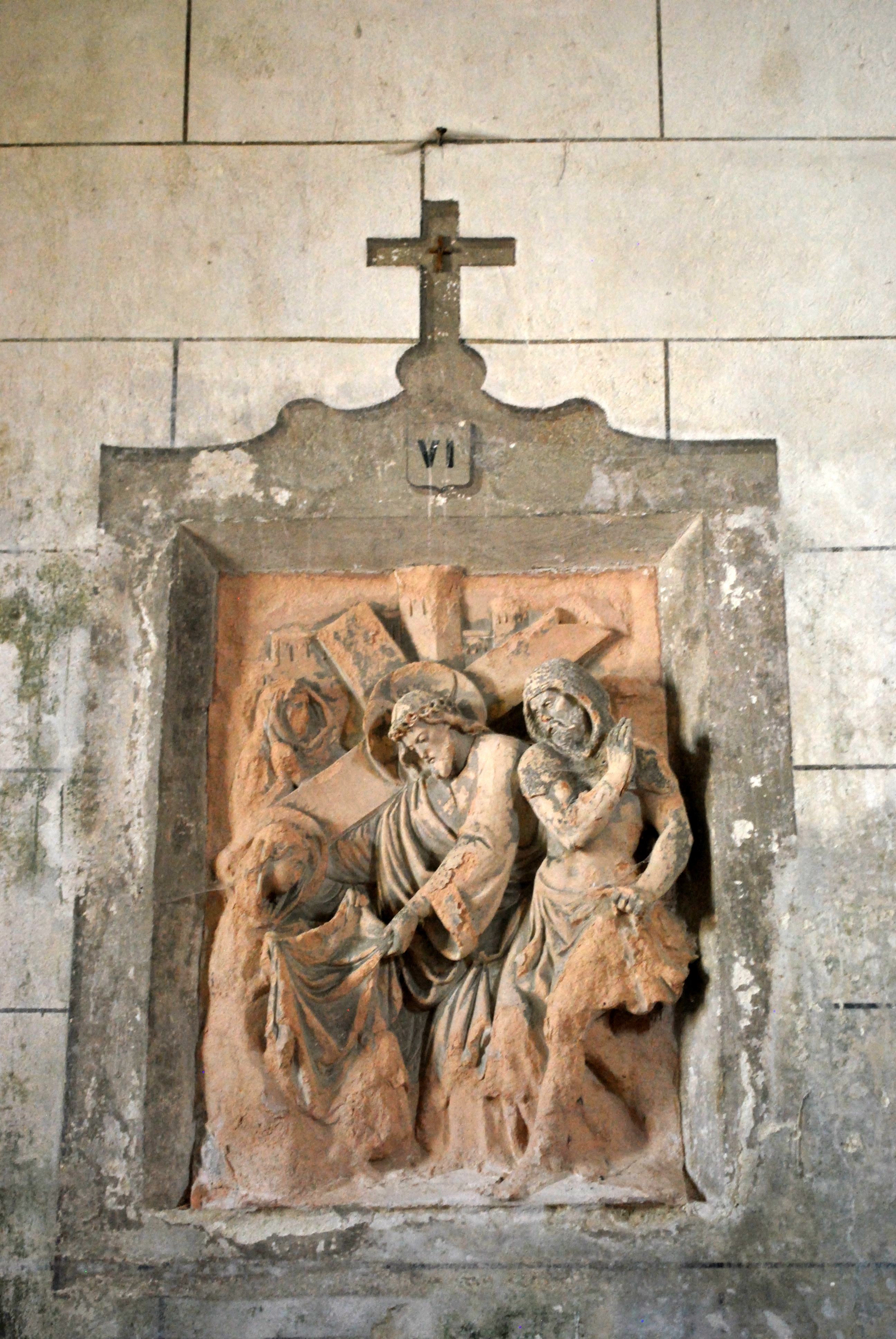
Station 6
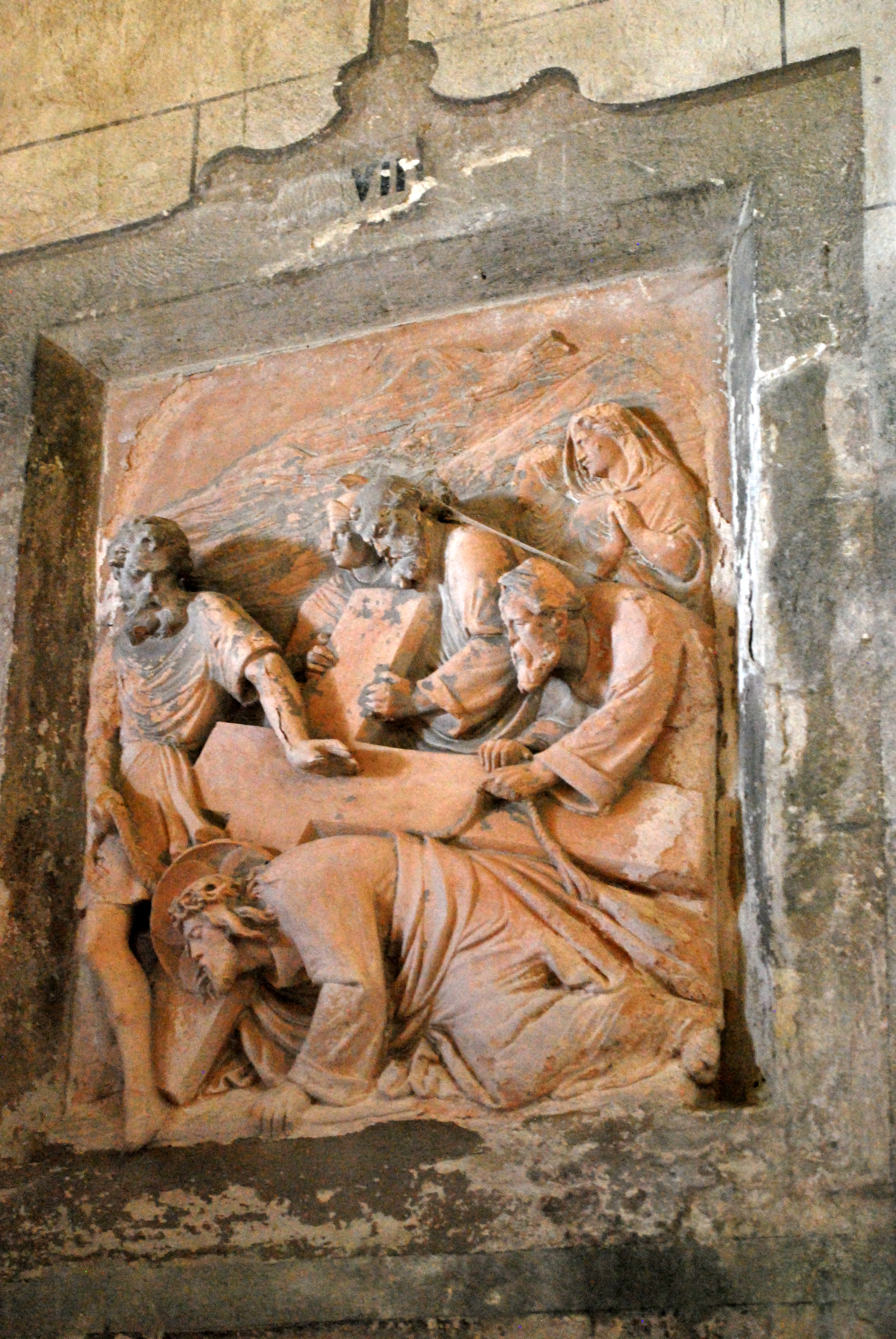
Station 7
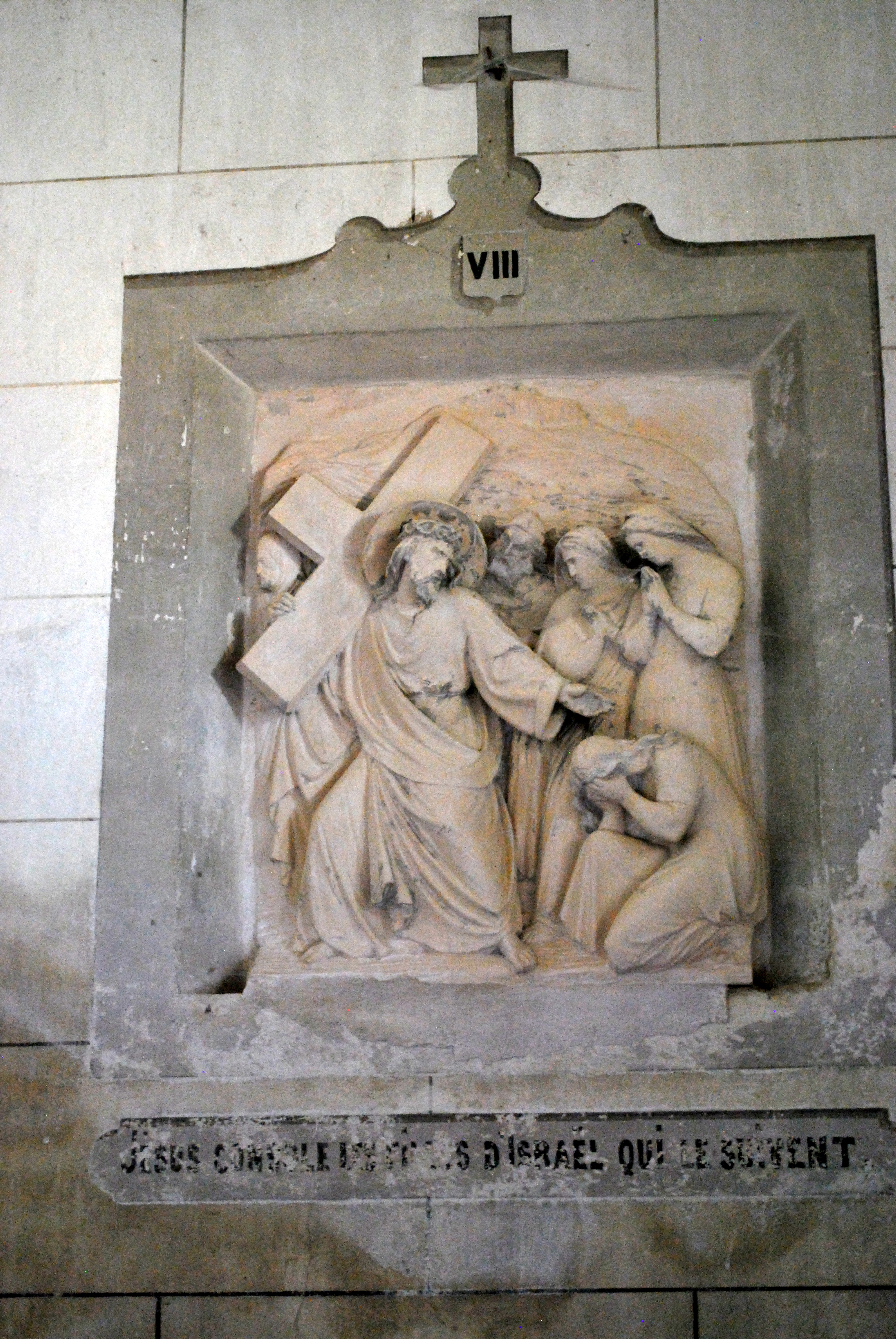
Station 8
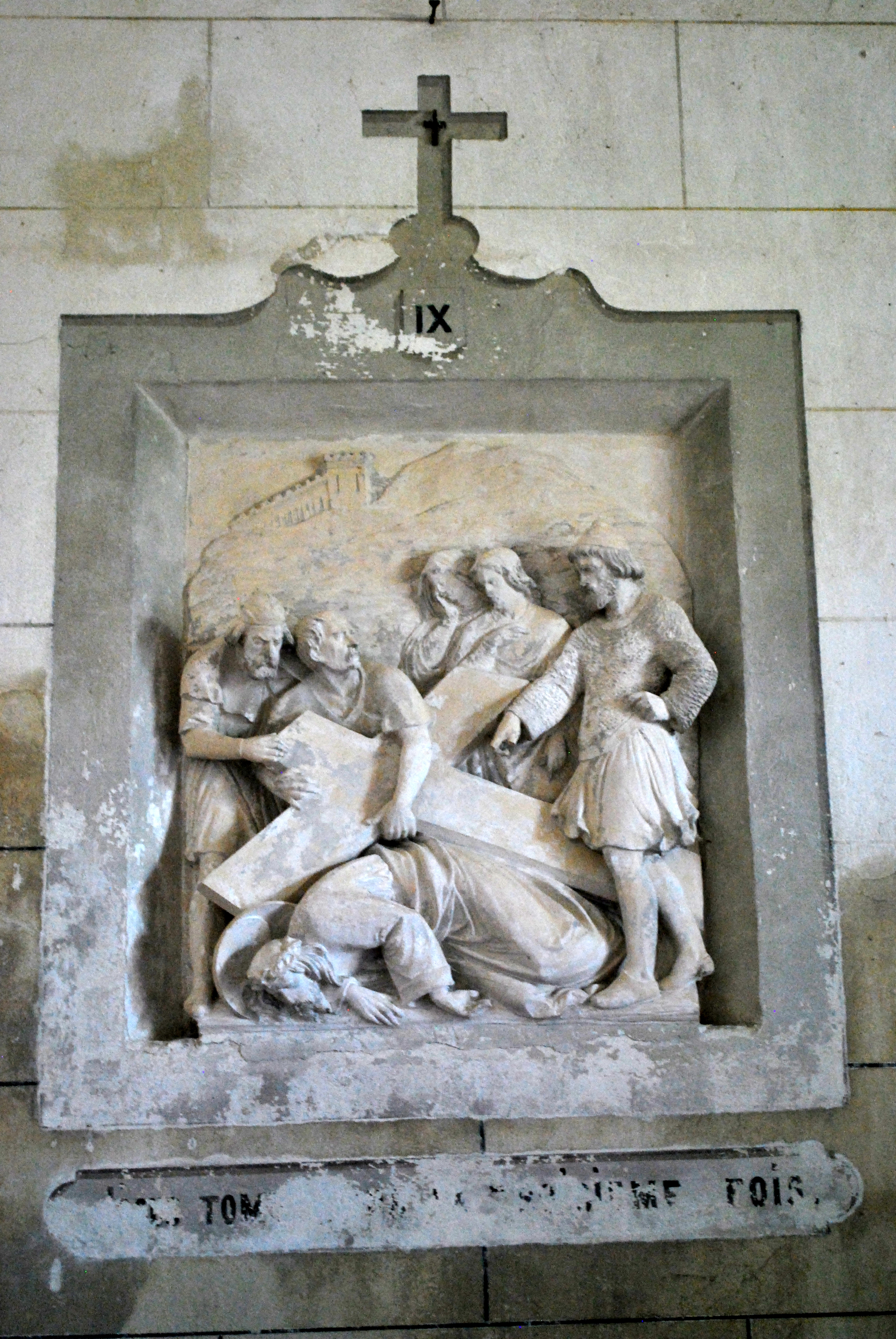
Station 9
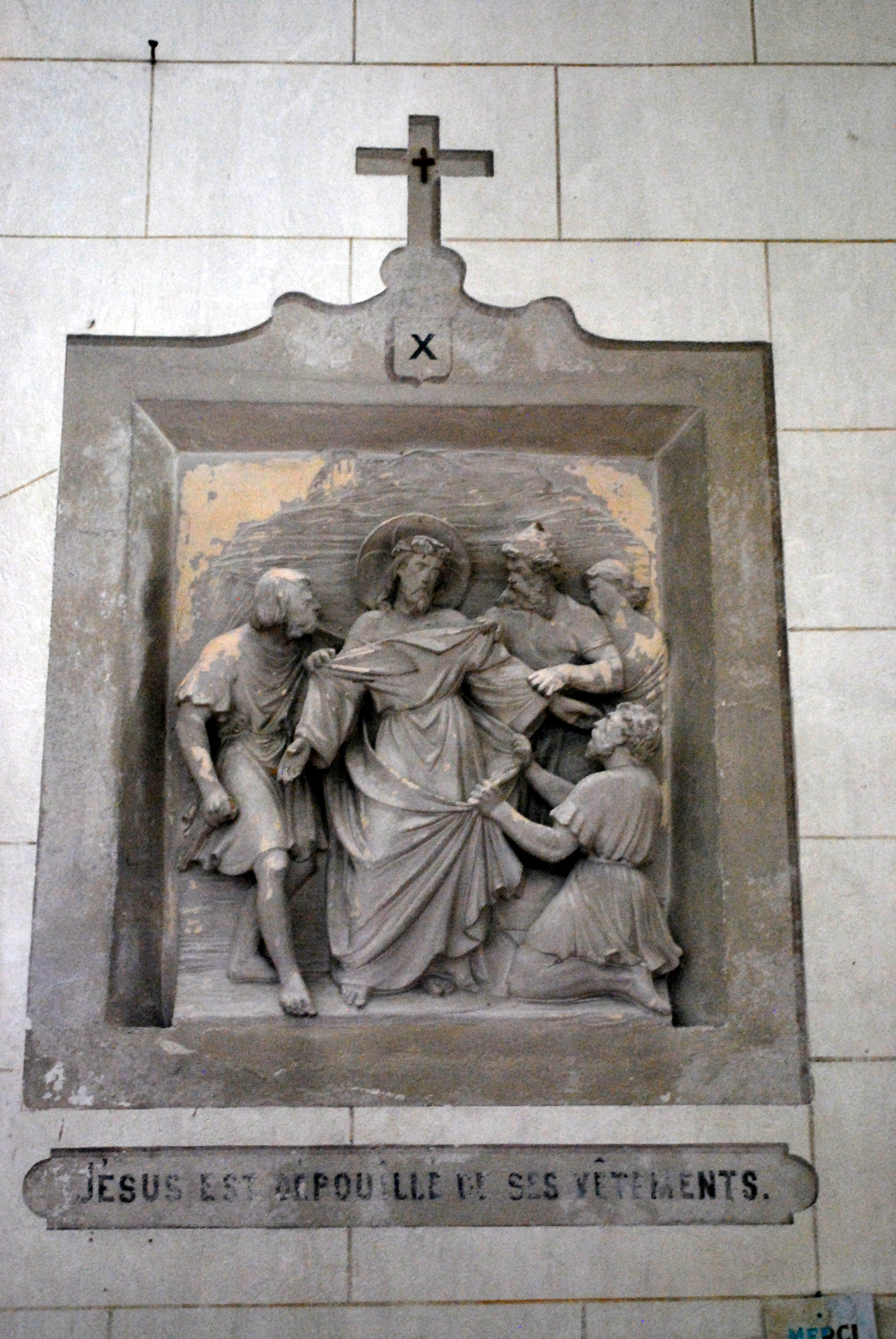
Station 10
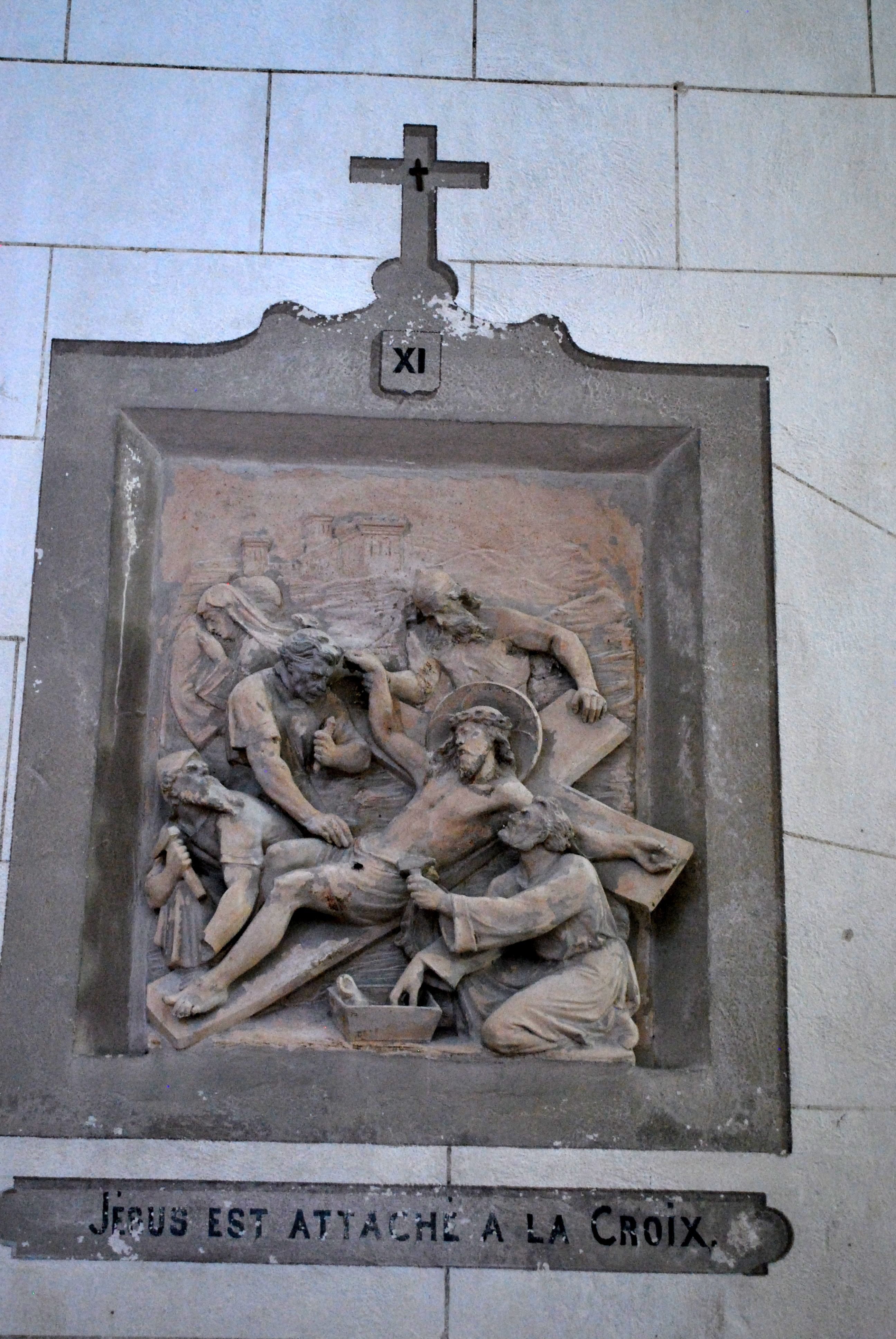
Station 11
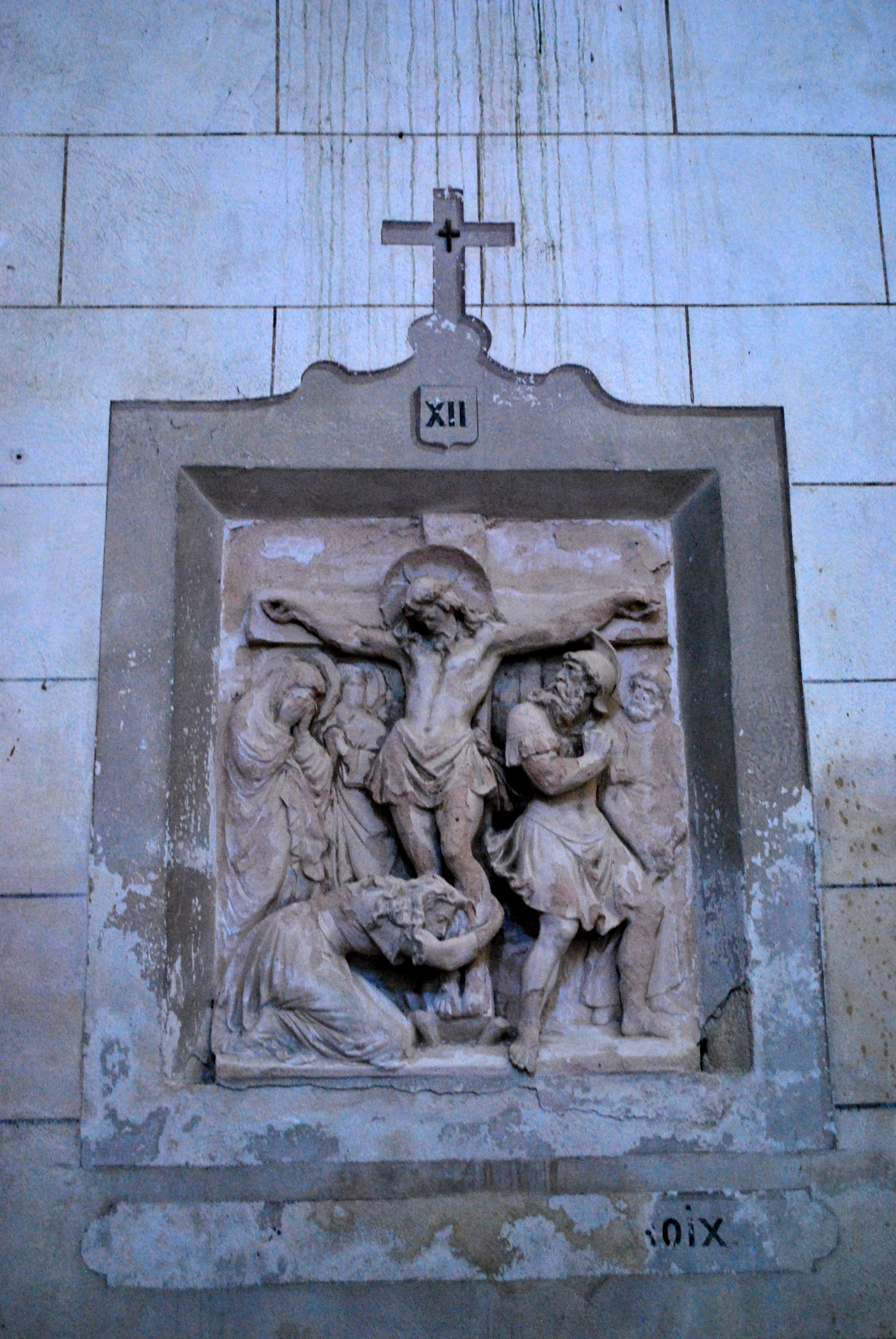
Station 12
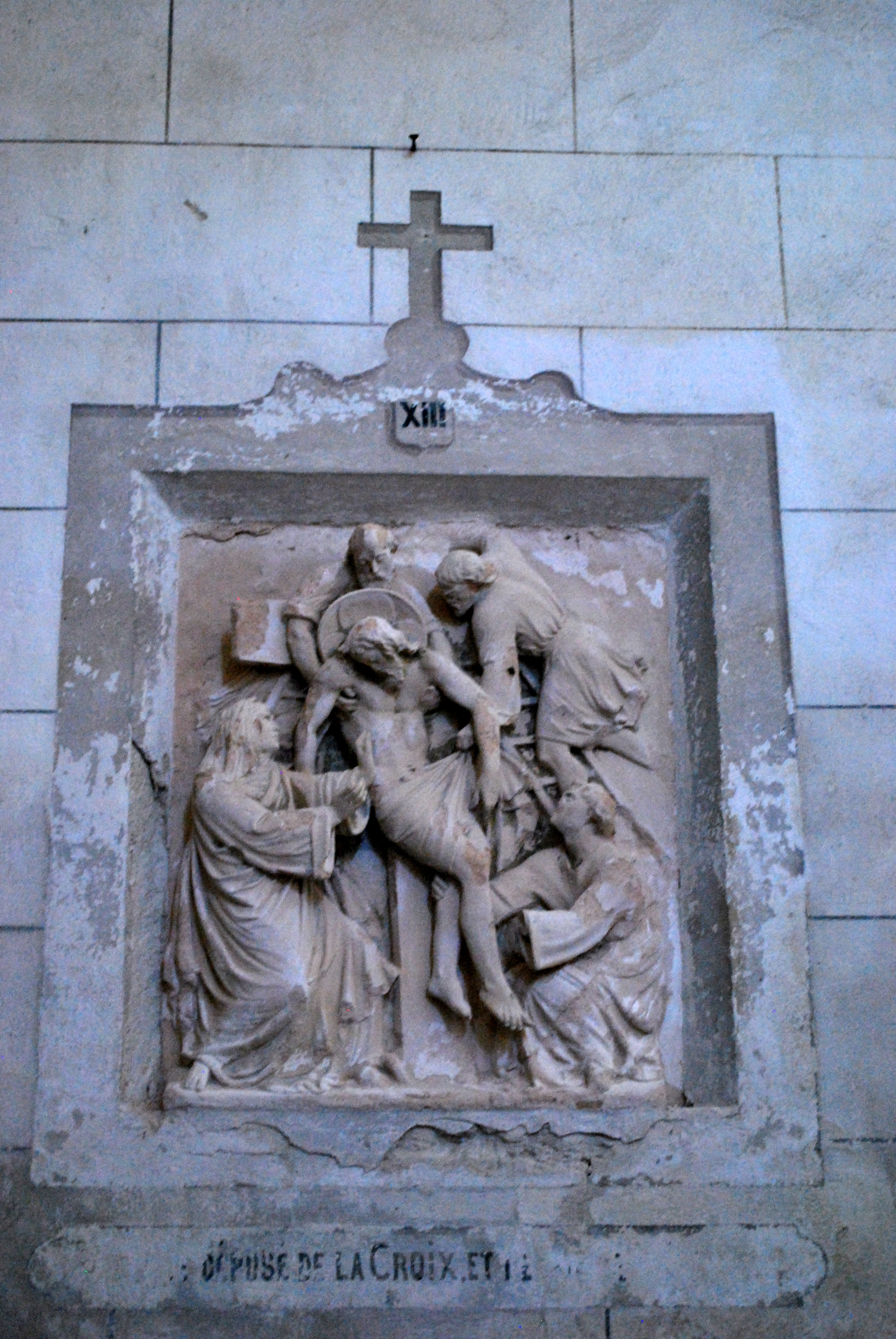
Station 13
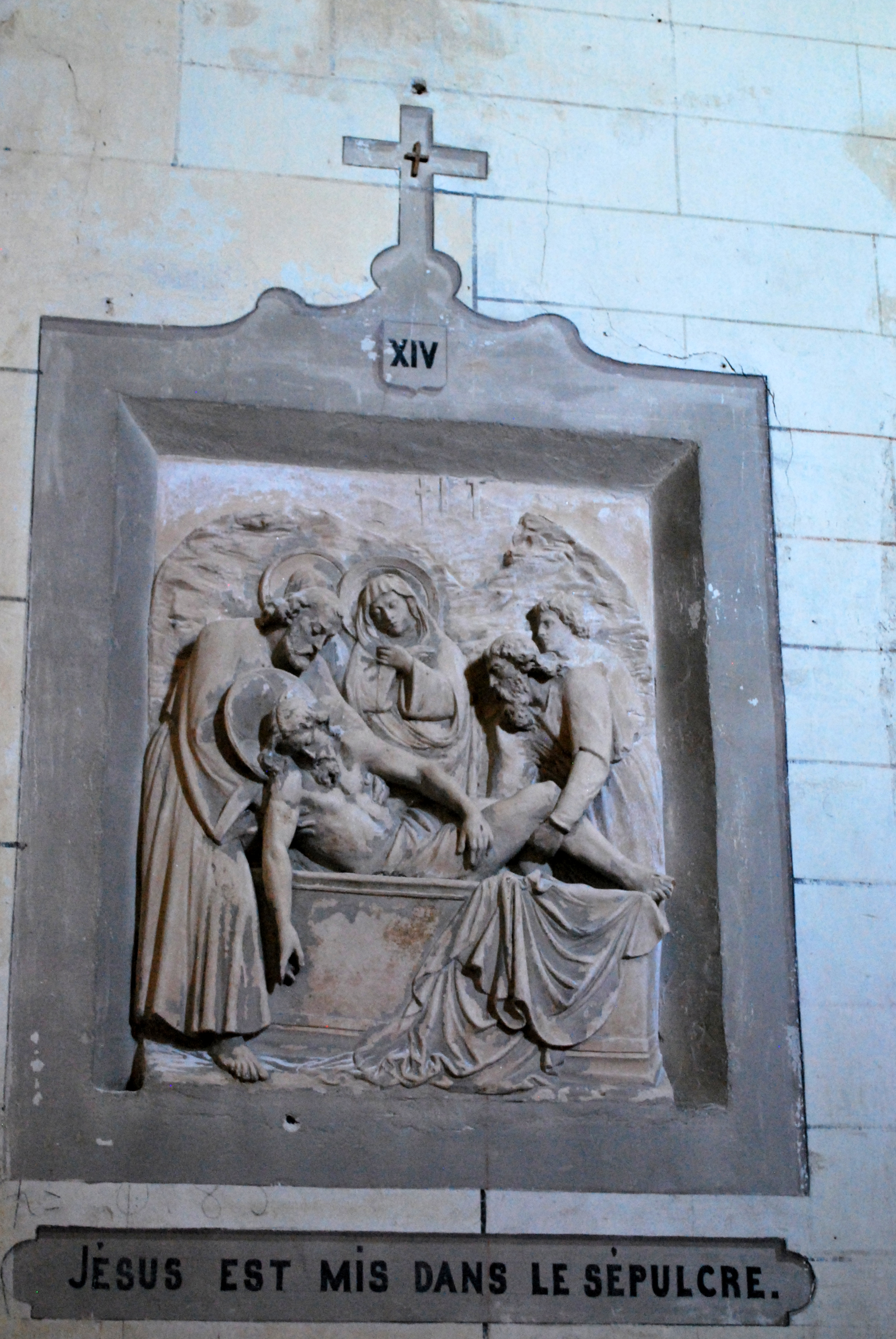
Station 14

#### Les stalles
|  |

L’église Saint-Étienne possède six stalles du XVe siècle provenant de la collégiale de Saint-Émilion. Elles furent acquises par le curé Guiraudau vers 1840. Elles sont disposées trois par trois de chaque côté du chœur.
Ces sièges en bois sont très bien conservés et présentent un intéressant décor sculpté. Les accoudoirs et les miséricordes sont ornés de grotesques et de sujets fantaisistes.
Miséricordes :
1. Fleur de lys ;
2. Tête de Christ ;
3. Animal ressemblant assez au chat, grossièrement sculpté ;
4. Crapaud aux prises avec un serpent et le tenant entre sa gueule et ses pattes ;
5. Un vase où boivent deux oiseaux au long bec, symbole de la foi chrétienne.

La miséricorde médiane, côté sud, est absente, un escabeau à l'usage de l'officiant en occupe la place.
|  |

Accoudoirs :
1. Femme nue, à cheval sur l'accoudoir ;
2. Monstre avec capuchon de moine tenant son petit entre ses pattes ;
3. Buste grossier d'homme, tenant de la main gauche son manteau par-dessus l'épaule et de la main droite un objet ressemblant à une gourde ;
4. Tête de cheval bridé, avec harnais ;
5. Vautour dévorant un serpent replié sur lui-même ;
6. Buste de moine avec capuchon et accroupi ;
7. Monstre tenant entre ses pattes un autre petit monstre et pourvu d'un énorme bec ;
8. Figure de moine avec capuchon.

Les dossiers de ces stalles, faites de bois de noyer, ont un peu souffert ainsi que leurs bases, rongées par l'humidité, ce qui a provoqué l'exhaussement des sièges. Coupées à leur extrémité, elles n'offrent plus sur leurs flancs les panneaux qui devaient les terminer et qui étaient sans doute d'une ornementation aussi riche que celle des panneaux conservés à Saint-Émilion. 
|  |

|  |

|  |

|  |

Les stalles sont classées au titre de Monuments historiques en 1903.

## Aux alentours de l'église
| - La croix de cimetière |

- La croix de cimetière, qui date du XVIe siècle, repose sur un pupitre carré, à cinq marches.
- Ruines de la chapelle Saint-Fort.